# Liste der Biografien/Eis
Liste der Biografien |
Portal Biografien |
Personensuche
# |
A |
B |
C |
D |
E |
F |
G |
H |
I |
J |
K |
L |
M |
N |
O |
P |
Q |
R |
S |
T |
U |
V |
W |
X |
Y |
Z |
?
 
Ea |
Eb |
Ec |
Ed |
Ee |
Ef |
Eg |
Eh |
Ei |
Ej |
Ek |
El |
Em |
En |
Eo |
Ep |
Eq |
Er |
Es |
Et |
Eu |
Ev |
Ew |
Ex |
Ey |
Ez
 
Eia |
Eib |
Eic |
Eid |
Eie |
Eif |
Eig |
Eih |
Eij |
Eik |
Eil |
Eim |
Ein |
Eip |
Eir |
Eis |
Eit |
Eiv |
Eix |
Eiy |
Eiz
Die Liste der Biografien führt alle Personen auf, die in der deutschsprachigen Wikipedia einen Artikel haben. Dieses ist eine Teilliste mit 624 Einträgen von Personen, deren Namen mit den Buchstaben „Eis“ beginnt.

## Eis
- Eis, Andreas (* 1968), deutscher Politikdidaktiker
- Eis, Egon (1910–1994), österreichischer Drehbuchautor
- Eis, Gerhard (1908–1982), deutscher Mediävist
- Eis, Hans (* 1895), deutscher Politiker (CDU), MdL
- Eis, Maria (1896–1954), österreichische Schauspielerin
- Eis, Otto (1903–1952), österreichischer Drehbuchautor

### Eisa
- Eisa Mohammed, Jamal Abdelmaji (* 1993), sudanesischer Leichtathlet
- Eisa, Abo (* 1996), englisch-sudanesischer Fußballspieler
- Eisa, Medina (* 2005), äthiopische Langstreckenläuferin
- Eisai (1141–1215), Gründer der Rinzai-Schule des Zen-BuddhismusEisai (1141–1215)

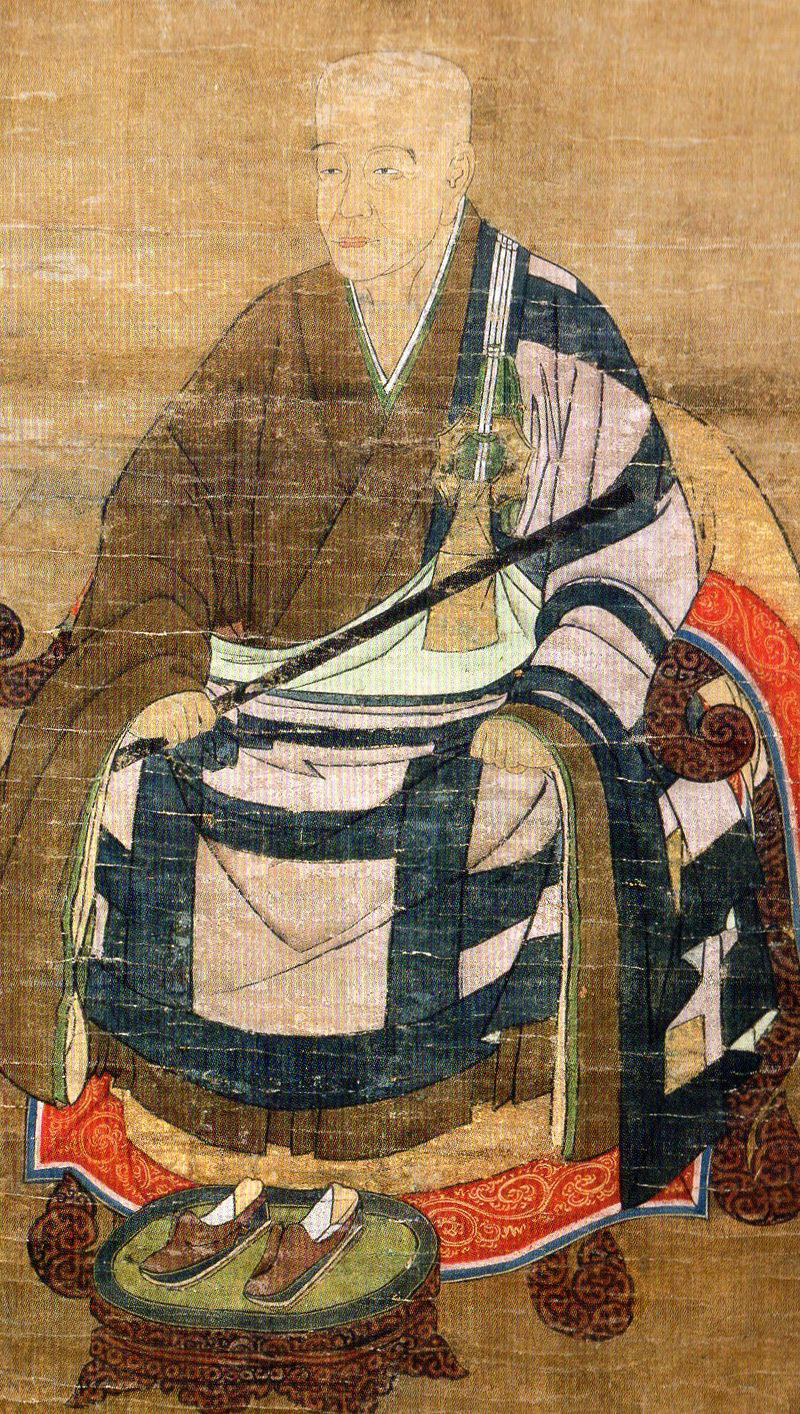
Eisai (1141–1215)

- Eisath, Florian (* 1984), italienischer Skirennläufer (Südtirol)
- Eisath, Magdalena (* 1986), italienische Skirennläuferin

### Eisb
- Eisbacher, Gerhard (* 1935), österreichischer Geologe
- Eisbacher, Manfred (* 1972), österreichischer Fußballspieler und Trainer
- Eisbein, Christian (1917–2009), deutscher Bildhauer, Autor und Naturschützer
- Eisberg, Maximilian (* 2005), deutscher Automobilrennfahrer
- Eisbrenner, Tino (* 1962), deutscher Rockmusiker und SängerTino Eisbrenner (* 1962)

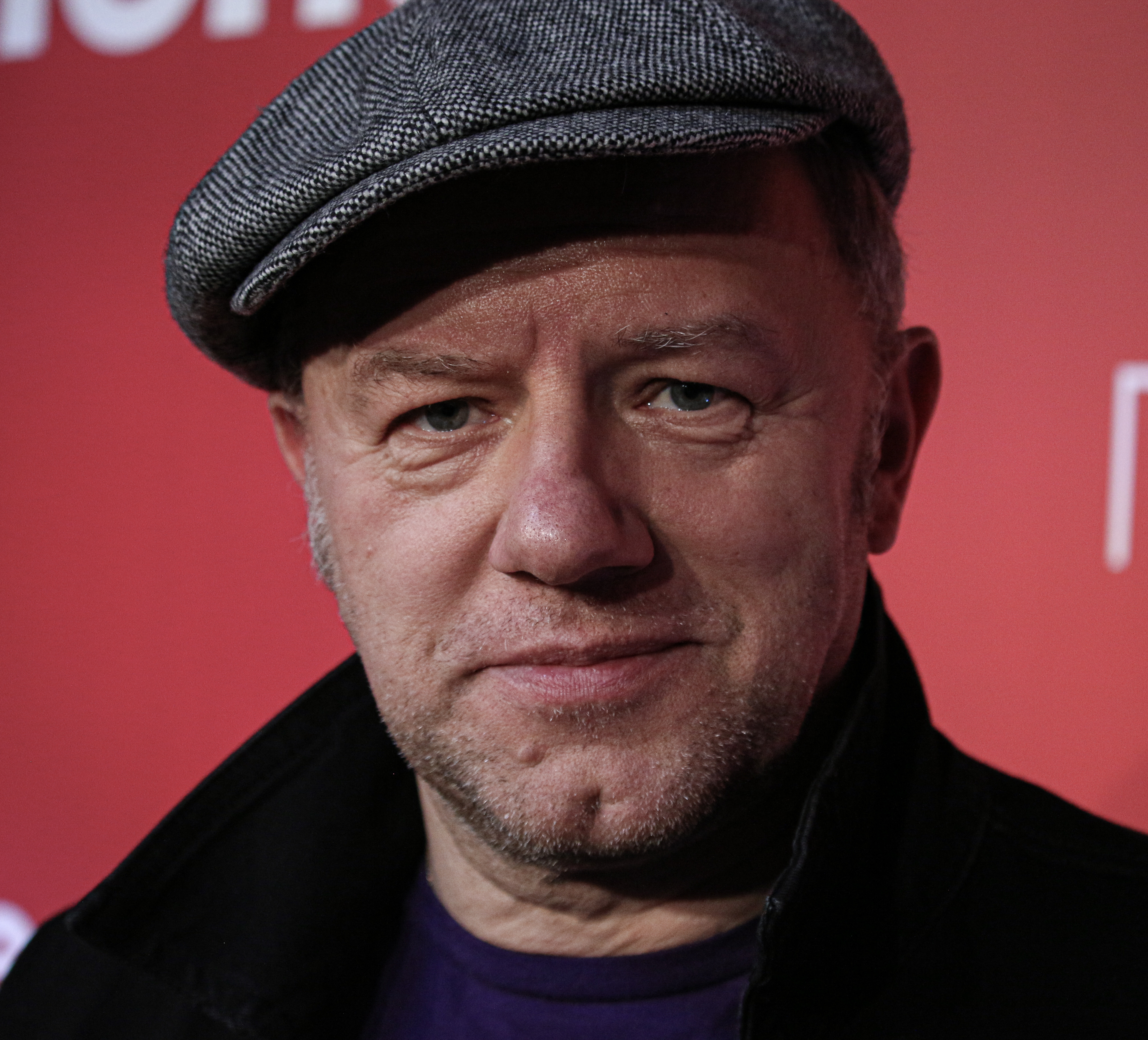
Tino Eisbrenner (* 1962)

- Eisbrenner, Werner (1908–1981), deutscher Komponist

### Eisc
- Eisch, Erwin (1927–2022), deutscher Maler und Glaskünstler
- Eisch, Gretel (1937–2022), deutsche Künstlerin
- Eisch, Rainer (* 1967), deutsch-schweizerischer Künstler
- Eischen, Albert (1899–1941), luxemburgischer Radrennfahrer
- Eischen, Félix (* 1966), luxemburgischer Politiker, Mitglied der Chamber
- Eischer, Michael (* 1963), österreichischer Politiker (FPÖ), Landtagsabgeordneter

### Eisd
- Eisdell, Hubert (1882–1948), englischer Sänger (Tenor)
- Eisdorf, Hans von († 1628), Schnapphahn oder Harzschütz

### Eise
- Eise, Albert (1896–1942), deutscher Pallottinerpater und Opfer des Nationalsozialismus

#### Eisel
- Eisel, Bernhard (* 1981), österreichischer Radrennfahrer
- Eisel, Fritz (1929–2010), deutscher Maler
- Eisel, Helmut (* 1955), deutscher Klarinettist und Komponist
- Eisel, Horst (* 1921), deutscher Schauspieler, Theaterregisseur, Intendant, Hörspiel- und Synchronsprecher
- Eisel, Jens (* 1980), deutscher Schriftsteller
- Eisel, Johann Philipp (* 1698), deutscher Jurist und Komponist
- Eisel, Marc-Robin (* 1999), deutscher Handballspieler
- Eisel, Mary-Ann (* 1946), US-amerikanische Tennisspielerin
- Eisel, Paul (* 1955), deutscher Maler und Grafiker
- Eisel, Stephan (* 1955), deutscher Politiker (CDU), MdB
- Eisel, Ulrich (* 1941), deutscher Landschaftsplaner, Humanökologe und Geograph
- Eisel-Eiselsberg, Detlev (* 1962), österreichischer Politiker (ÖVP), Mitglied des Bundesrates
- Eisele, Adolf (1905–1978), deutscher katholischer Geistlicher
- Eisele, Albert (1890–1971), deutscher Heimatforscher und Pädagoge
- Eisele, Carolyn (1902–2000), US-amerikanische Mathematikhistorikerin
- Eisele, Donn (1930–1987), amerikanischer AstronautDonn Eisele (1930–1987)

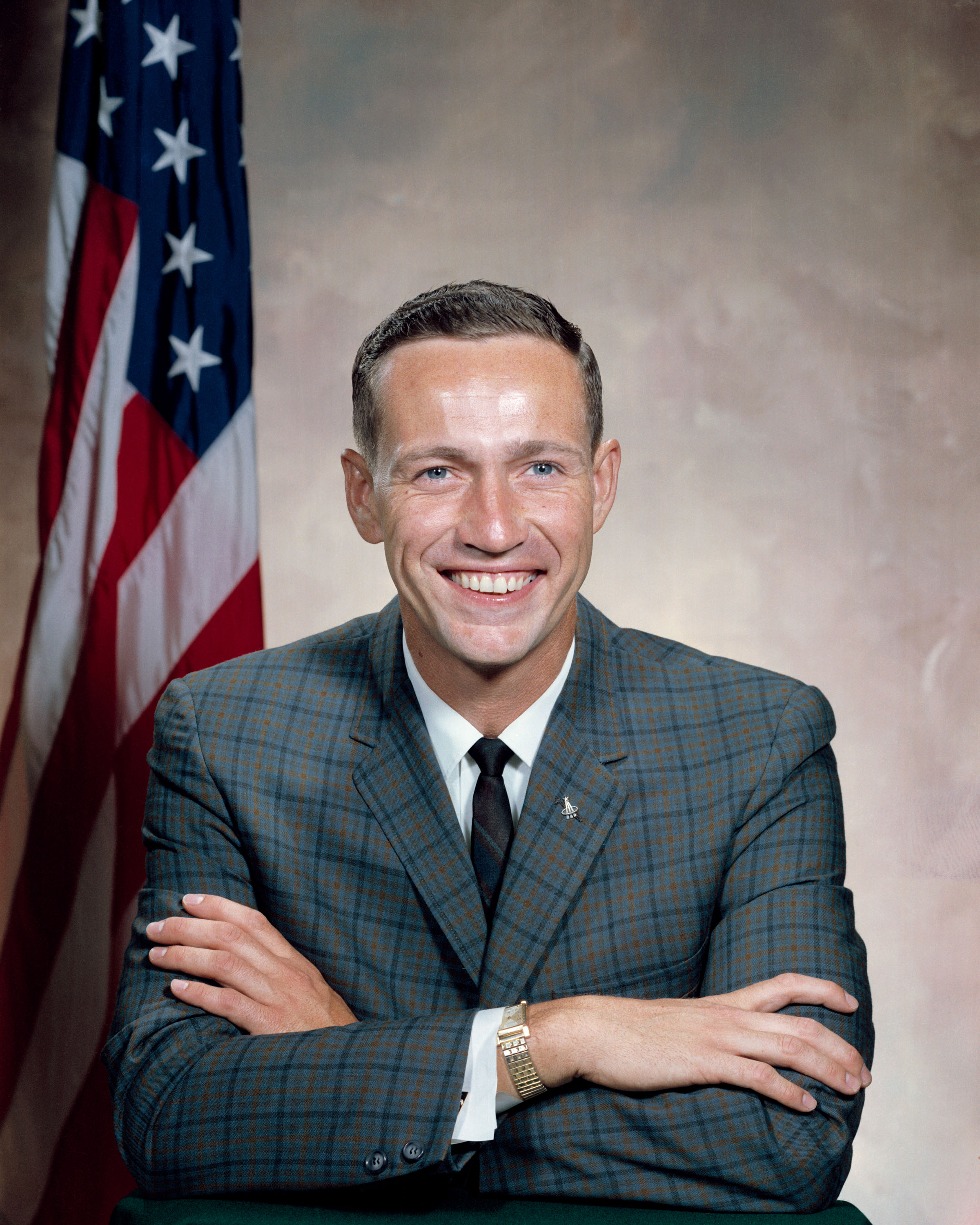
Donn Eisele (1930–1987)

- Eisele, Edmund (* 1954), deutscher Skirennläufer
- Eisele, Eugen (1871–1940), deutscher Jurist und Politiker
- Eisele, Fabian (* 1995), deutscher FußballspielerFabian Eisele (* 1995)

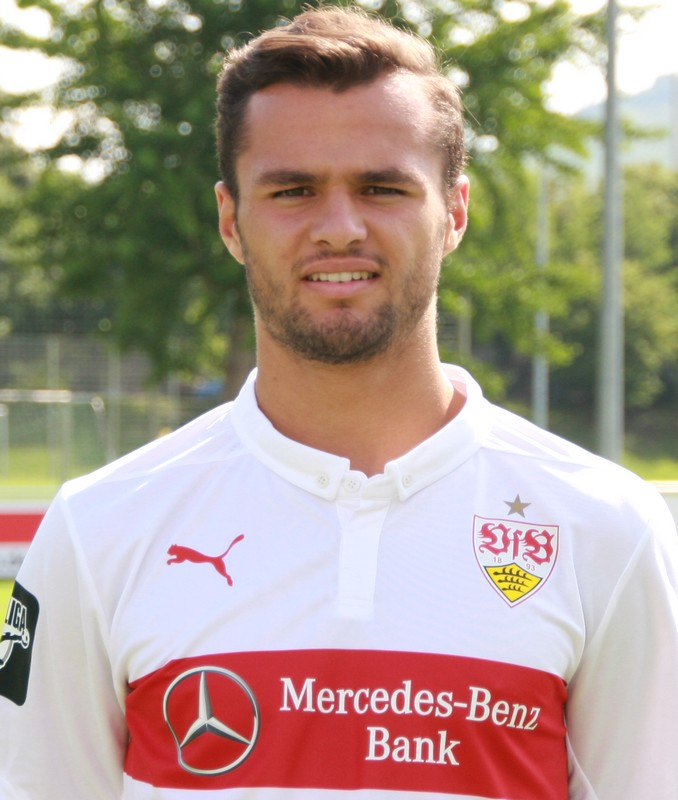
Fabian Eisele (* 1995)

- Eisele, Felix (1900–1965), deutscher Ingenieur und Professor
- Eisele, Fridolin (1837–1920), deutscher Rechtshistoriker und Mitglied des Preußischen Abgeordnetenhauses
- Eisele, Gabriel (* 1801), deutscher Tierarzt
- Eisele, Günter (* 1946), deutscher Fußballspieler
- Eisele, Hans (1876–1957), deutscher Journalist, Diplomat und Schriftsteller
- Eisele, Hans (1913–1967), deutscher KZ-Arzt
- Eisele, Hans (1940–2002), deutscher Fußballspieler
- Eisele, Harro (1947–2015), deutscher Fernsehredakteur
- Eisele, Hugo (1853–1935), österreichischer Jurist und Politiker
- Eisele, Isolde (* 1953), deutsche Ruderin
- Eisele, Johann (* 1948), deutscher Architekt und Hochschullehrer
- Eisele, John (1884–1933), US-amerikanischer Langstreckenläufer
- Eisele, Jörg (* 1969), deutscher Rechtswissenschaftler, Hochschullehrer
- Eisele, Jupp (* 1935), deutscher Kunstlehrer und Kunstsammler
- Eisele, Jürgen (* 1951), deutscher Hotelier und Politiker (CDU), MdL (Baden-Württemberg)
- Eisele, Kai (* 1995), deutscher Fußballspieler
- Eisele, Karl (1862–1934), deutscher Verwaltungsbeamter
- Eisele, Karl (* 1875), deutscher Politiker (SPD)
- Eisele, Manfred (* 1938), deutscher Militär, Generalmajor des Heeres der BundeswehrManfred Eisele (* 1938)

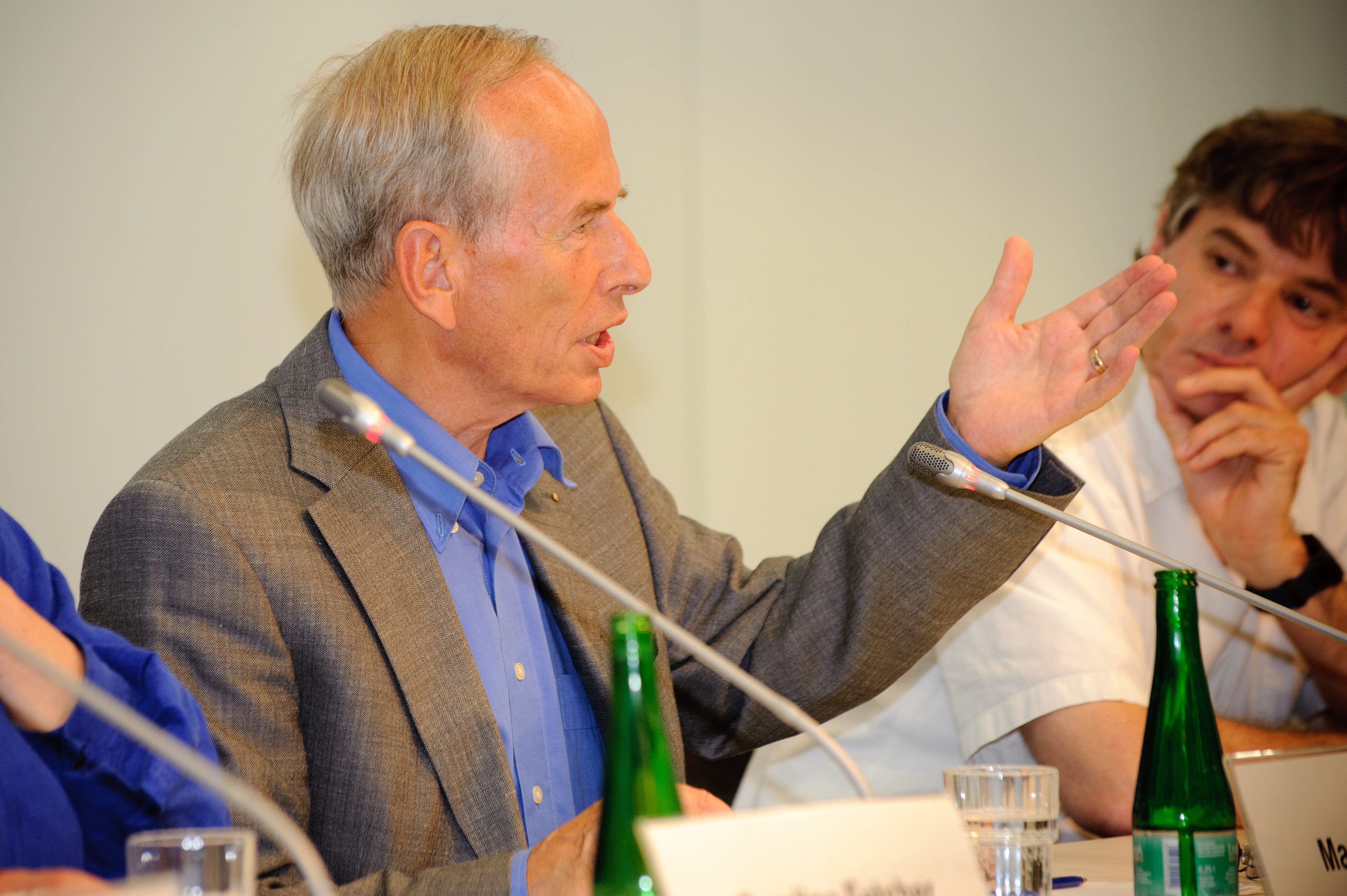
Manfred Eisele (* 1938)

- Eisele, Martin (* 1976), deutscher Zauberkünstler
- Eisele, Maximilian (* 1996), deutscher Basketballspieler
- Eisele, Pascal (* 1992), deutscher Ringer
- Eisele, Petra (* 1966), deutsche Design-Forscherin
- Eisele, Rolf (1933–2012), deutscher Fußballspieler
- Eisele, Theodor (1867–1917), deutscher Altphilologe und Gymnasiallehrer
- Eisele, Tobias (* 1972), deutscher Koch
- Eisele, Walter (* 1904), deutscher Jurist, Amtsgerichtsrat am Sondergericht Prag und am Landgericht Brünn
- Eisele, Wilfried (* 1971), deutscher römisch-katholischer Theologe
- Eiselein, Friedrich (1829–1900), deutscher Altphilologe, Historiker und Gymnasialprofessor
- Eiselein, Joseph (1791–1856), deutscher Gelehrter, Gymnasiallehrer und Bibliothekar
- Eiselen, Ernst Wilhelm Bernhard (1792–1846), deutscher Turnlehrer
- Eiselen, Hermann (1926–2009), deutscher Unternehmer und Mäzen
- Eiselen, Johann Christoph (1751–1816), deutscher Hüttenbeamter
- Eiselen, Johann Friedrich Gottfried (1785–1865), deutscher Volkswirt
- Eiselen, Werner Willi Max (1899–1977), südafrikanischer Sozialanthropologe
- Eiselen, Willy (1896–1981), deutscher Unternehmer und Mäzen
- Eiselin, Johann Baptist (1637–1693), deutscher Benediktiner und Landeshistoriker
- Eiselin, Max (* 1932), Schweizer Bergsteiger, Unternehmer, Expeditionsleiter
- Eiselin, Michael (1558–1613), deutscher Theologe, Jesuit, Professor in Ingolstadt und Dillingen
- Eiselin, Otto (1896–1962), deutscher Bauingenieur und Hochschullehrer
- Eiselin, Urs (* 1976), Schweizer Snowboarder
- Eiselin, Wilhelm (1564–1588), deutscher seliggesprochener Kanoniker
- Eiselsberg, Anton von (1860–1939), österreichischer ChirurgAnton von Eiselsberg (1860–1939)

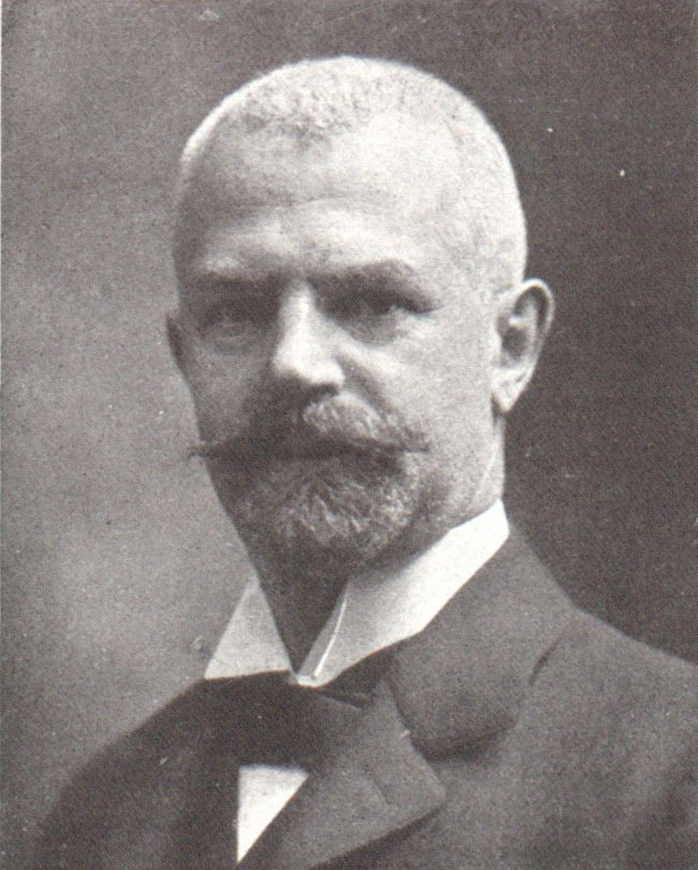
Anton von Eiselsberg (1860–1939)

- Eiselsberg, Otto (1917–2001), österreichischer Diplomat
- Eiselt, Eva (* 1975), deutsche Schauspielerin und Kabarettistin
- Eiselt, Franz (1905–1986), deutscher Funktionär der DDR-CDU, MdV
- Eiselt, Hermann (1895–1974), deutscher Glaskünstler
- Eiselt, Josef (1912–2001), österreichischer Zoologe
- Eiselt, Maria (1914–2002), deutsche Sängerin, Bühnen- und Filmschauspielerin
- Eiselt, Paul (1887–1961), deutscher Glaskünstler

#### Eisem
- Eiseman, Leatrice, US-amerikanische Farbspezialistin
- Eisemann, Heinrich (1890–1972), deutsch-britischer Antiquar
- Eisemann, Karl (1895–1982), deutscher Richter
- Eisemann, Michael (1898–1966), ungarischer Komponist
- Eisemann, Rudolf (1927–2001), deutscher Fußballschiedsrichter

#### Eisen
- Eisen von Schwarzenberg, Johann Georg (1717–1779), Geistlicher, Schriftsteller und Aufklärer
- Eisen, Charles (1720–1778), französischer Maler, Radierer, Zeichner und Illustrator
- Eisen, Christian Jacob Gottlob (1773–1823), deutscher Kaufmann und Kunstsammler
- Eisen, Gustaf (1847–1940), schwedischer Naturforscher
- Eisen, Hans (1922–2002), deutscher Offizier und Flugzeugführer
- Eisen, Herman (1918–2014), US-amerikanischer Immunologe
- Eisen, Karl (1873–1943), deutscher Psychiater
- Eisen, Matthias Johann (1857–1934), estnischer Volkskundler und Ethnologe
- Eisen, Michael (* 1967), US-amerikanischer Biologe
- Eisen, Roland (* 1941), deutscher Wirtschaftswissenschaftler und Sozialpolitikwissenschaftler
- Eisen, Ute (* 1961), deutsche evangelische Theologin
- Eisen, Zach Tyler (* 1993), US-amerikanischer Schauspieler und SynchronsprecherZach Tyler Eisen (* 1993)

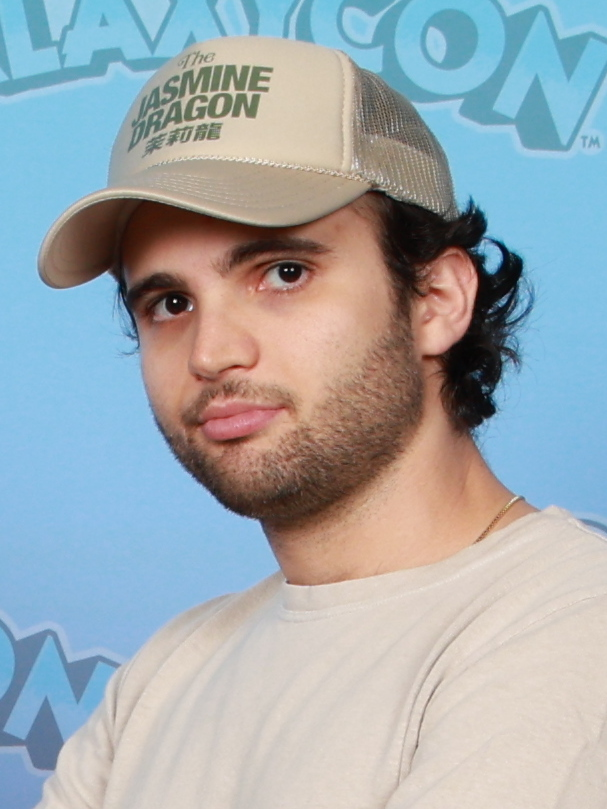
Zach Tyler Eisen (* 1993)

##### Eisena
- Eisenach, Alexander (* 1984), deutscher Theaterregisseur und Autor
- Eisenach, Ernst Franz (1822–1861), Bauinspektor und Architekt in Weimar
- Eisenach, Heinrich (1814–1891), nordhessischer Botaniker
- Eisenach, Paul (* 1986), deutscher Filmkomponist und Musiker
- Eisenack, Alfred (1891–1982), deutscher Paläontologe
- Eisenack, Klaus, deutscher Mathematiker und Umweltökonom

##### Eisenb
- Eisenbach, Franziskus (1943–2024), deutscher Geistlicher, Titularbischof von Sigo und Weihbischof in Mainz
- Eisenbach, Heinrich (1870–1923), österreichischer Kabarettist
- Eisenbach, Viktor (1898–1974), österreichischer Aufnahme- und Produktionsleiter sowie Filmproduzent und Kabarettist
- Eisenbach, Wilhelm Gottlob (1823–1885), württembergischer Oberamtmann
- Eisenbart, Annina (* 1994), Schweizer Unihockeyspielerin
- Eisenbart, Valeria (* 1998), deutsche Schauspielerin
- Eisenbarth, George (1947–2012), US-amerikanischer Endokrinologe, Immunologe und Diabetologe
- Eisenbarth, Heinrich (1884–1950), deutscher Politiker (SPD), MdHB, Hamburger Senator
- Eisenbarth, Irmi (* 1981), deutsche Betriebswirtin und Hochschullehrerin
- Eisenbarth, Johann Andreas (1663–1727), deutscher Handwerkschirurg, Wundarzt und StarstecherJohann Andreas Eisenbarth (1663–1727)

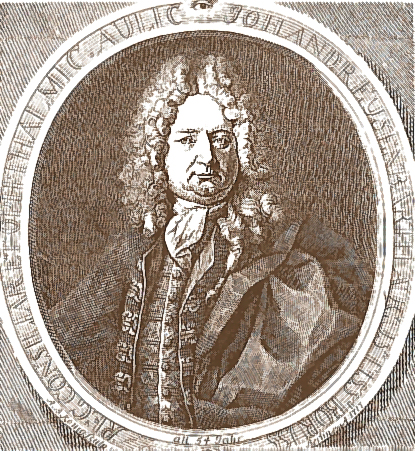
Johann Andreas Eisenbarth (1663–1727)

- Eisenbarth, Joseph (1844–1913), deutscher katholischer Geistlicher
- Eisenbeck, Martin (1895–1981), deutscher Funktionär des Reichsarbeitsdienstes
- Eisenbeil, Bruce (* 1963), US-amerikanischer Jazz-Gitarrist
- Eisenbeisser, Alfred (1908–1991), rumänischer Fußballspieler und Eiskunstläufer
- Eisenberg, Akiba (1908–1983), ungarischer Oberrabbiner in Wien
- Eisenberg, Arlo (* 1973), US-amerikanischer Inline-Skater und Unternehmer
- Eisenberg, Aron (1969–2019), US-amerikanischer Schauspieler und Filmproduzent
- Eisenberg, Benedikt, deutscher Baumeister der Gotik
- Eisenberg, Christiane (* 1956), deutsche Historikerin, Professorin an der Humboldt-Universität zu Berlin
- Eisenberg, David (* 1939), US-amerikanischer Biochemiker
- Eisenberg, Deborah (* 1945), US-amerikanische Schriftstellerin
- Eisenberg, Emmy (1888–1980), österreichische Bergsteigerin, Kletterin und Essayistin
- Eisenberg, Frank (1943–2014), deutscher Langstreckenläufer
- Eisenberg, Friedrich Philipp (1755–1804), Stadtpräsident und Polizeidirektor in Berlin
- Eisenberg, Friedrich Wilhelm von (1685–1764), deutscher Reit- und Stallmeister
- Eisenberg, Gert (* 1943), deutscher Langstreckenläufer
- Eisenberg, Götz (* 1951), deutscher Psychologe und Publizist
- Eisenberg, Hallie Kate (* 1992), US-amerikanische Schauspielerin
- Eisenberg, Jerome M. (1930–2022), US-amerikanischer Antikenhändler, Gründer und Direktor der Royal-Athena Galleries
- Eisenberg, Jesse (* 1983), US-amerikanischer SchauspielerJesse Eisenberg (* 1983)

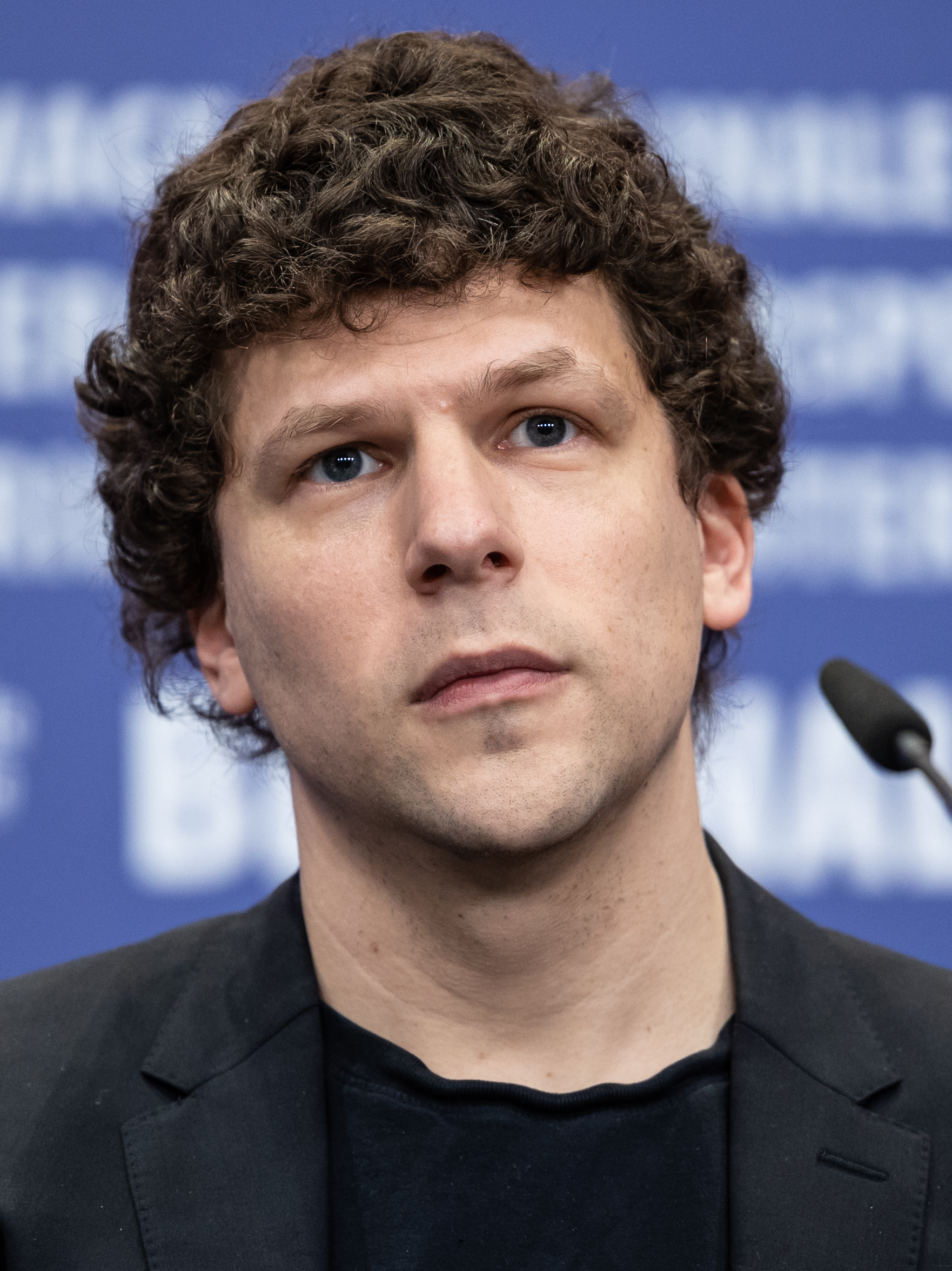
Jesse Eisenberg (* 1983)

- Eisenberg, Johannes (* 1955), deutscher Rechtsanwalt
- Eisenberg, John F. (1935–2003), US-amerikanischer Mammaloge
- Eisenberg, Judah Moshe (1938–1998), US-amerikanischer Kernphysiker
- Eisenberg, Larry (1919–2018), amerikanischer Science-Fiction-Autor
- Eisenberg, Ludwig (1858–1910), österreichischer Schriftsteller und Lexikograf
- Eisenberg, Matthias (* 1956), deutscher Organist, Konzertcembalist und KirchenmusikerMatthias Eisenberg (* 1956)

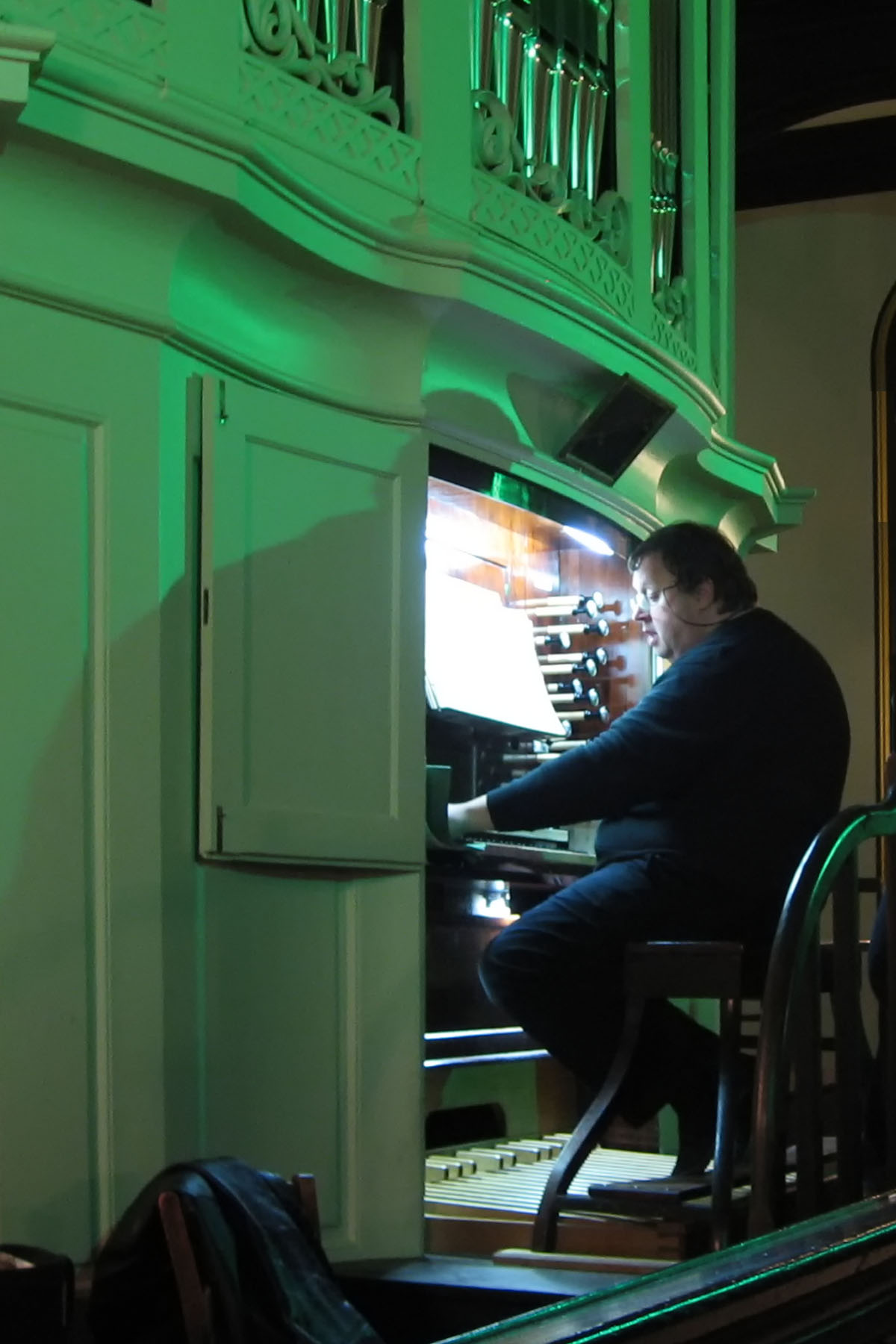
Matthias Eisenberg (* 1956)

- Eisenberg, Ned (1957–2022), US-amerikanischer Schauspieler
- Eisenberg, Nicole (* 1939), französische Malerin
- Eisenberg, Nikolaus, deutscher Maler
- Eisenberg, Paul Chaim (* 1950), österreichischer Oberrabbiner und Autor
- Eisenberg, Peter (* 1940), deutscher Linguist
- Eisenberg, Sylvia (* 1948), deutsche Politikerin (CDU), MdL
- Eisenberg, Tennessee (1984–2009), deutscher Berufsfachschüler, der während eines Polizeieinsatzes erschossen wurde
- Eisenberg, Ulrich (* 1939), deutscher Rechtswissenschaftler und Kriminologe
- Eisenberg, Ursula (* 1945), deutsche Schriftstellerin
- Eisenberg, Wendy (* 1991), amerikanische Musikerin (Singer-Songwriter, Neue Improvisationsmusik)
- Eisenberg, Wilfried (* 1968), deutscher Manager
- Eisenberg, Winfrid (* 1937), deutscher Kinderarzt und Friedens- und Umweltaktivist
- Eisenberger, Adam (1762–1834), deutscher Kaufmann und Politiker
- Eisenberger, Carl Friedrich (1901–1993), deutscher Wirtschaftsjurist
- Eisenberger, Christian (* 1978), österreichischer bildender Künstler
- Eisenberger, Claus Ferdinand (* 1969), deutscher Chirurg
- Eisenberger, Clemens Max (1902–1962), deutscher Brauereidirektor
- Eisenberger, Ferdinand (1937–2009), deutscher Urologe
- Eisenberger, Georg (1863–1945), deutscher Politiker (Bayerischen Bauernbundes), MdRGeorg Eisenberger (1863–1945)

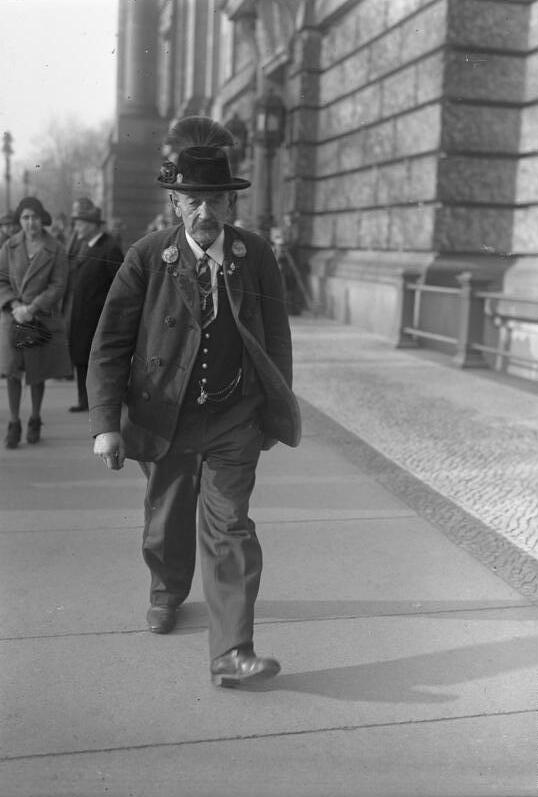
Georg Eisenberger (1863–1945)

- Eisenberger, Herbert (1930–2020), deutscher Klassischer Philologe
- Eisenberger, Iris (* 1972), österreichische Juristin und Hochschullehrerin
- Eisenberger, Jenö (1922–2016), österreichischer Unternehmer und Kunstsammler ungarischer Herkunft
- Eisenberger, Josef (1891–1938), kommunistischer Publizist und Politiker
- Eisenberger, Ludwig, deutscher Bildhauer
- Eisenberger, Ludwig (1541–1591), Amtmann im Amt Ortenberg und Amt Wehrheim
- Eisenberger, Maximilian (1829–1887), Notar in Bad Tölz
- Eisenberger, Philipp der Jüngere (1548–1607), deutscher Familienforscher und Jurist
- Eisenberger, Severin (1879–1945), polnischer Pianist
- Eisenberger, Sylvia (* 1942), deutsch-österreichische Schauspielerin
- Eisenberger, Tim (* 1991), deutscher Basketballspieler
- Eisenbichler, Markus (* 1991), deutscher SkispringerMarkus Eisenbichler (* 1991)

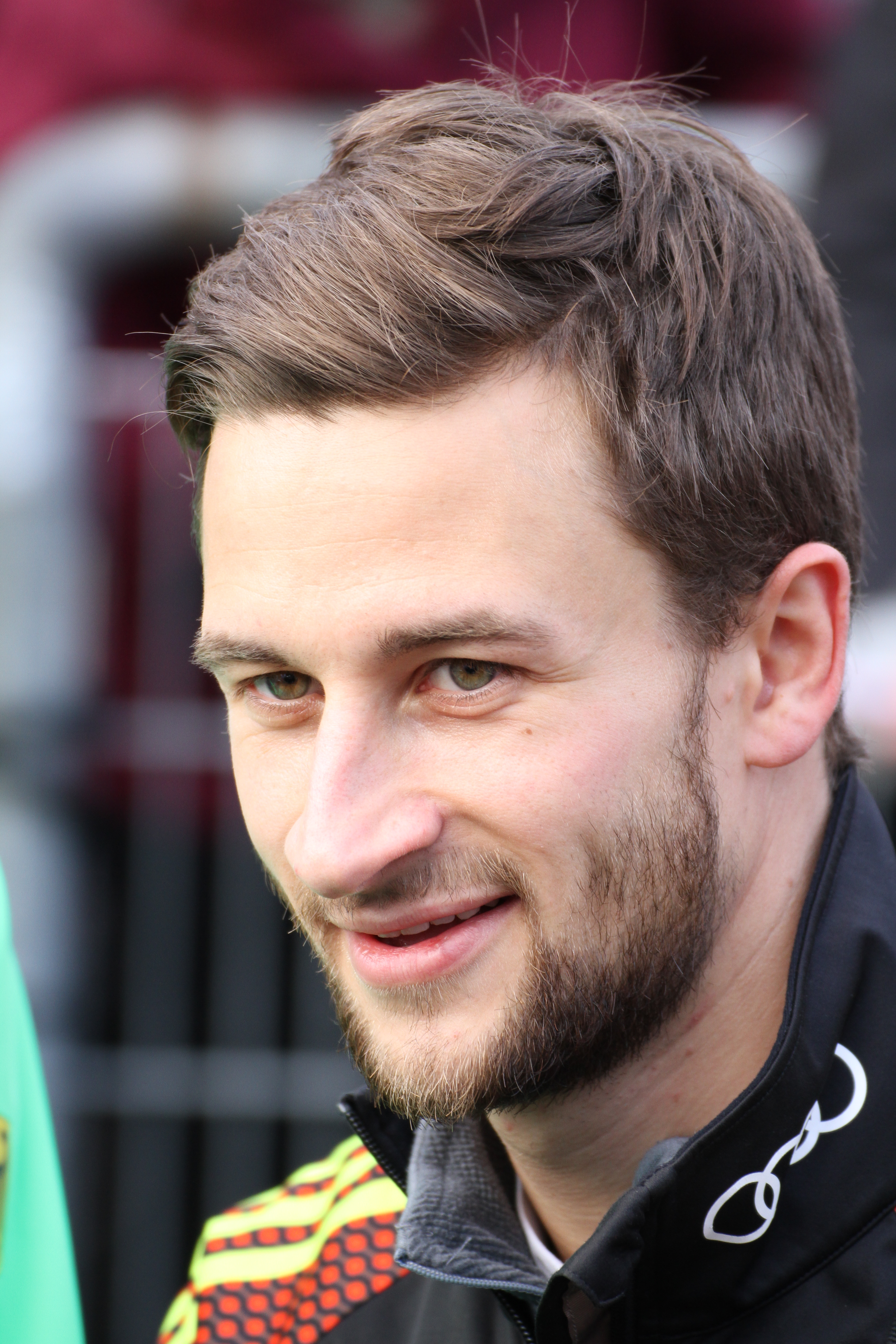
Markus Eisenbichler (* 1991)

- Eisenbiegler, Dirk (* 1967), deutscher Hochschullehrer für Informatik und Verteilte Anwendungen
- Eisenblätter, Charlotte (1903–1944), deutsche Widerstandskämpferin
- Eisenblätter, Gerald (* 1981), deutscher Politiker (SPD)
- Eisenblätter, Joël (* 1997), deutscher Kinderdarsteller und Nachwuchs-Synchronsprecher
- Eisenblätter, Jona (* 2008), deutscher Filmschauspieler
- Eisenblätter, Kurt (1929–2017), deutscher gehörloser Pantomime und Schauspieler
- Eisenblätter, Levi (* 2006), deutscher Jungschauspieler
- Eisenblätter, Milo (* 2014), deutscher Kinderdarsteller
- Eisenblätter, Sebastian (* 1983), deutscher Basketballspieler
- Eisenblätter, Wilhelm (1866–1934), deutscher Bühnen- und Landschaftsmaler
- Eisenblätter, Winfried (* 1934), deutscher baptistischer Geistlicher und Schriftsteller
- Eisenblätter-Laskowski, Erika (1908–2003), deutsche Malerin
- Eisenbrand, Friedrich (* 1971), deutscher Mathematiker und Informatiker
- Eisenbrand, Gerhard (* 1940), deutscher Lebensmittelchemiker und Hochschullehrer
- Eisenbraun, Markus (* 1968), deutscher Polizeibeamter, Polizeipräsident Stuttgart
- Eisenbud, David (* 1947), US-amerikanischer Mathematiker
- Eisenbud, Leonard (1913–2004), US-amerikanischer Physiker
- Eisenburg, Josef (1927–2017), deutscher Mediziner
- Eisenburger, Doris (* 1966), deutsche Kinderbuchillustratorin
- Eisenburger, Eduard (1928–1990), rumänischer Politiker, Autor und Chefredakteur verschiedener Zeitschriften
- Eisenburger, Otto (1908–1989), deutscher Kapellmeister, Generalmusikdirektor und Kantor

##### Eisend
- Eisend, Martin (* 1968), deutscher Wirtschaftswissenschaftler
- Eisendecher, Christian Carl Philipp, deutscher Verwaltungsjurist
- Eisendecher, Ernst (1803–1887), deutscher Verwaltungsjurist
- Eisendecher, Friedrich August Christian (1784–1842), deutscher Hofrat und Leiter der General-Steuerkasse des Königreichs Hannover
- Eisendecher, Johann Christian Friedrich (1774–1842), deutscher Verwaltungsjurist
- Eisendecher, Karl von (1841–1934), deutscher Vizeadmiral sowie Diplomat
- Eisendecher, Wilhelm von (1803–1880), deutscher Minister
- Eisendieck, Suzanne (1906–1998), deutsche post-impressionistische Malerin
- Eisendle, Bernhard (* 1939), österreichischer Künstler
- Eisendle, Hanspeter (* 1956), italienischer Bergsteiger
- Eisendle, Helmut (1939–2003), österreichischer Psychologe und Schriftsteller
- Eisendle, Jakob (1811–1888), Tiroler Bauer, Mechaniker und Erfinder

##### Eisene
- Eisenecker, Hans Günter (1950–2003), rechtsextremer deutscher Rechtsanwalt und Politiker (NPD)
- Eisenecker, Julius (1903–1981), deutscher Fechter
- Eisenegger, Renate (* 1949), deutsch-schweizerische Foto- und Aktionskünstlerin
- Eisener, Jason, kanadischer Regisseur und Filmeditor

##### Eisenf
- Eisenfeld, Alexander (* 1981), deutscher Schauspieler
- Eisenfeld, Bernd (1941–2010), deutscher Historiker und DDR-Oppositioneller
- Eisenfeld, Brigitte (* 1945), deutsche Opernsängerin (Koloratursopran)
- Eisenfeld, Ulrich (* 1939), deutscher Maler und Grafiker

##### Eiseng
- Eisenga, Douwe (* 1961), niederländischer Komponist
- Eisengarten, Oscar (1857–1906), deutscher Schriftsetzer
- Eisengräber, Felix (1874–1940), deutscher Maler und Graphiker
- Eisengrein, Martin (1535–1578), deutscher katholischer Theologe und Polemiker
- Eisengrein, Wilhelm (1543–1584), deutscher römisch-katholischer Historiker und Jurist

##### Eisenh
- Eisenhamerová, Linda (* 1979), tschechische Maskenbildnerin und Friseurin
- Eisenhardt, Bob, US-amerikanischer Filmregisseur, Filmeditor und Filmemacher
- Eisenhardt, Günther (1933–2003), deutscher Musikwissenschaftler
- Eisenhardt, Kathleen M., US-amerikanische Wirtschaftswissenschaftlerin
- Eisenhardt, Nina (* 1990), deutsche Politikerin (Bündnis 90/Die Grünen), MdL
- Eisenhardt, Rainer (1944–2022), deutscher Fußballspieler und -trainer
- Eisenhardt, Ulrich (* 1937), deutscher Rechtswissenschaftler
- Eisenhardt-Borsche, Eva (* 1955), deutsche Ärztin
- Eisenhart, August von (1826–1905), deutscher Politiker
- Eisenhart, Friedrich von (1769–1839), preußischer Generalmajor und zuletzt Kommandeur des 4. Ulanenregiments
- Eisenhart, Hugo Alexander (1811–1893), deutscher Rechtswissenschaftler
- Eisenhart, Johann (1643–1707), deutscher Rechtswissenschaftler
- Eisenhart, Johann Friedrich (1720–1783), deutscher Jurist
- Eisenhart, Luther P. (1876–1965), US-amerikanischer Mathematiker
- Eisenhart, Titanilla (* 1961), österreichische Malerin
- Eisenhart-Rothe, Ernst von (1862–1947), deutscher General der Infanterie, Militärschriftsteller
- Eisenhart-Rothe, Georg von (1849–1942), deutscher Politiker
- Eisenhart-Rothe, Gustav von (1855–1936), königlich preußischer Beamter und zuletzt Landrat in Köslin
- Eisenhart-Rothe, Hans von (1862–1942), deutscher Verwaltungsjurist, Oberpräsident der Provinz Posen
- Eisenhart-Rothe, Paul von (1857–1923), preußischer Provinzialbeamter und Landwirtschaftsminister
- Eisenhart-Rothe, Rüdiger von (* 1971), deutscher Orthopäde
- Eisenhauer, Frank (* 1968), deutscher Astronom und Astrophysiker
- Eisenhauer, Gerwin (* 1967), deutscher Jazzmusiker (Schlagzeug)
- Eisenhauer, Gregor (* 1960), deutscher Schriftsteller
- Eisenhauer, Nico (* 1980), deutscher Biologe, Bodenökologe und Hochschullehrer
- Eisenhauer, Ranka (* 1969), bosnisch-deutsche SchriftstellerinRanka Eisenhauer (* 1969)

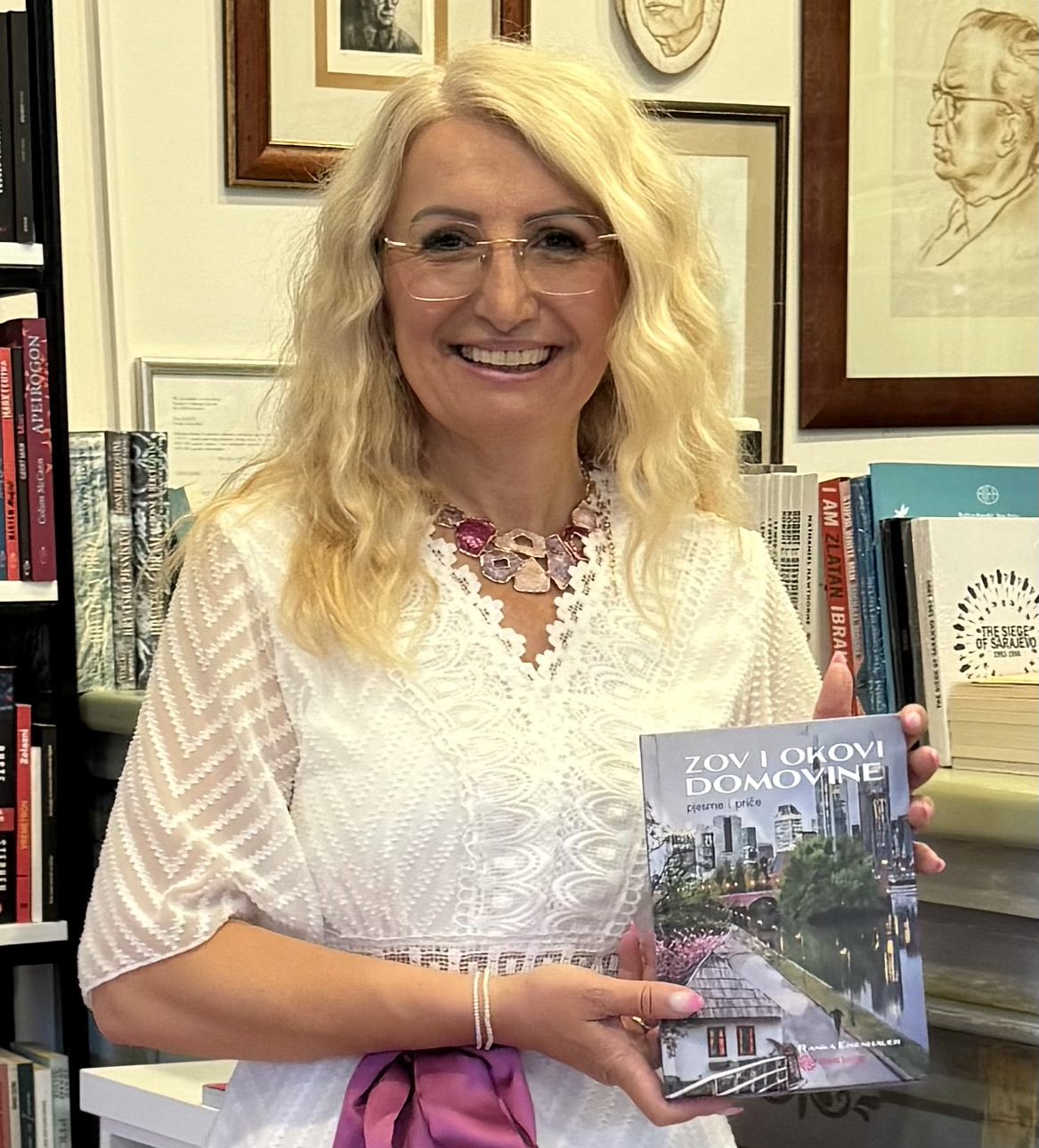
Ranka Eisenhauer (* 1969)

- Eisenhöfer, Heinrich (1893–1947), deutscher SS-Obersturmführer
- Eisenhofer, Karl (1934–2000), deutscher Torhüter
- Eisenhofer, Ludwig (1871–1941), deutscher Liturgiewissenschaftler und Hochschullehrer in Eichstätt
- Eisenhoffer, József (1900–1945), ungarischer Fußballspieler und -trainer
- Eisenhoit, Antonius († 1603), deutscher Künstler, Goldschmied, Kupferstecher und Zeichner
- Eisenhower, Dwight D. (1890–1969), US-amerikanischer General, 34. Präsident der Vereinigten Staaten von Amerika (1953–1961)Dwight D. Eisenhower (1890–1969)

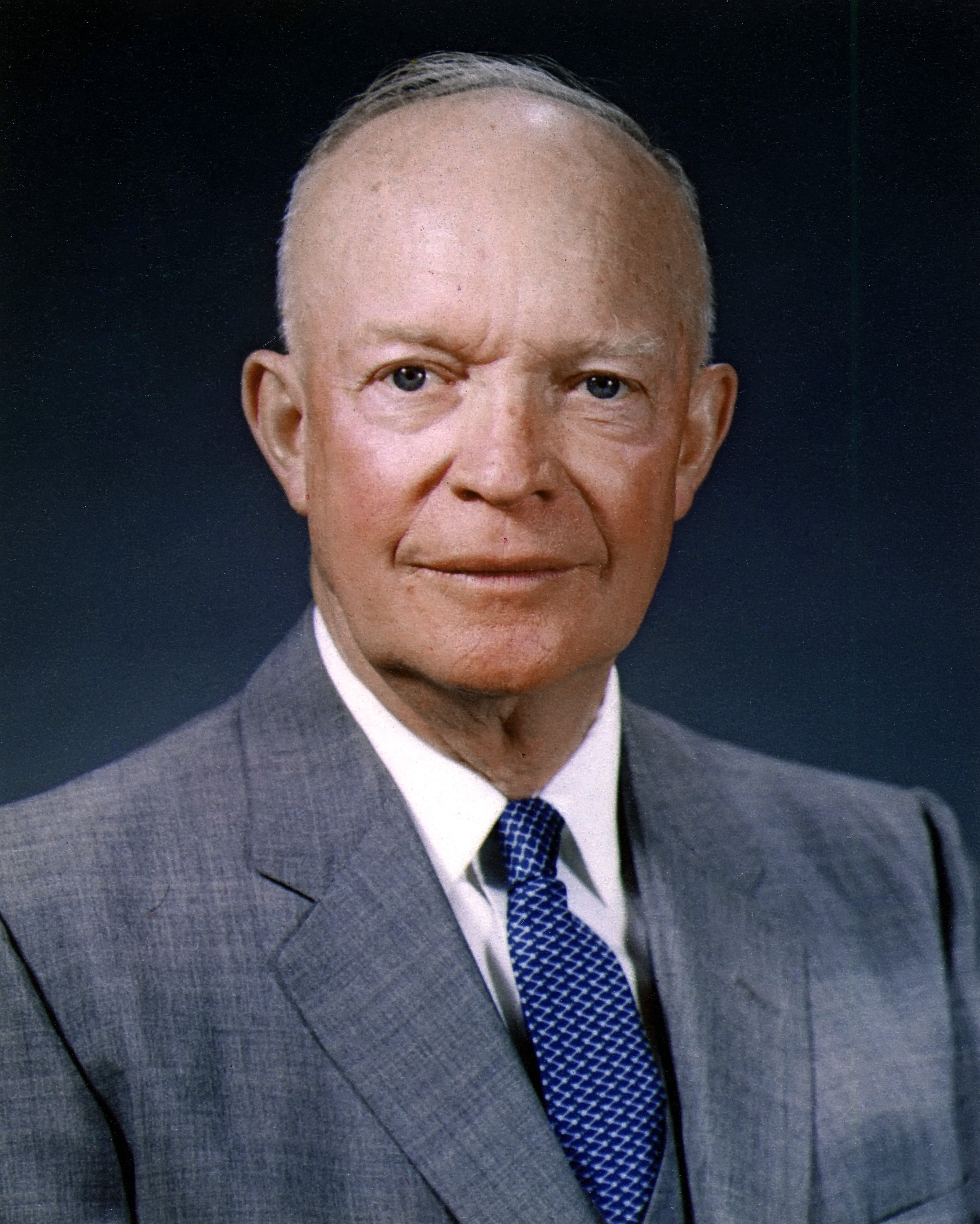
Dwight D. Eisenhower (1890–1969)

- Eisenhower, John (1922–2013), US-amerikanischer Offizier, Diplomat, Militärhistoriker und Autor
- Eisenhower, Mamie (1896–1979), US-amerikanische Politikergattin, First Lady der USA (1953–1961)
- Eisenhut, Andrea (* 1961), deutsche Sportkletterin und Sportwissenschaftlerin
- Eisenhut, Anton († 1525), Anführer des Kraichgauer Bauernhaufens im deutschen Bauernkrieg (1525)
- Eisenhut, Bernhard (* 1958), deutscher Politiker (AfD)
- Eisenhut, Ferenc (1857–1903), Orientmaler
- Eisenhut, Hans (1897–1990), Schweizer Bobfahrer und Olympiateilnehmer
- Eisenhut, Hermann (1902–2004), Schweizer Frontist
- Eisenhut, Irene (* 1974), österreichische Politikerin (FPÖ), Abgeordnete zum Nationalrat
- Eisenhut, Johann Conrad (1843–1916), Schweizer Unternehmer, Kantonsrat, Regierungsrat und Nationalrat
- Eisenhut, Johann Friedrich (1667–1749), Oberpfälzer Schneider, Hoflieferant zu Wien und Stifter
- Eisenhut, Johann Ulrich (1823–1890), Schweizer Unternehmer, Kantonsrat, Regierungsrat und Nationalrat
- Eisenhut, Johannes (1856–1947), Schweizer Unternehmer, Kantonsrat, Regierungsrat und Nationalrat
- Eisenhut, Josef (1864–1928), österreichischer Politiker, Landtagsabgeordneter, Abgeordneter zum Nationalrat
- Eisenhut, Kari (* 1972), Schweizer Gleitschirmpilot
- Eisenhut, Konrad (1907–1981), Schweizer Unternehmer und Inhaber einer Textilfabrik
- Eisenhut, Marco (* 1994), deutscher Eishockeytorwart
- Eisenhut, Markus, Schweizer Journalist
- Eisenhut, Simon (1781–1842), Chiliast und Gründer einer Glaubensgemeinschaft
- Eisenhut, Thomas (1644–1702), deutscher Komponist (Barock), Kapellmeister, Organist und Musikpädagoge
- Eisenhut, Ulrich († 1537), Schweizer Landammann und Tagsatzungsgesandter
- Eisenhut, Werner (1922–2011), deutscher Klassischer Philologe
- Eisenhuth, Evi, deutsche Fußballspielerin
- Eisenhuth, Fritz (1912–1991), deutscher Agrarwissenschaftler und Hochschullehrer
- Eisenhuth, Heinz Erich (1903–1983), deutscher evangelischer Theologe, Nationalsozialist
- Eisenhuth, Laura J. Kelly (1859–1937), US-amerikanische Pädagogin und Politikerin
- Eisenhuth, Tobias (* 2001), deutscher Fußballspieler
- Eisenhuth, Wilhelm Christoph (1755–1826), deutscher Jurist und Verwaltungsbeamter

##### Eisenk
- Eisenkolb, Aurel (1849–1918), rumäniendeutscher Komponist
- Eisenkolb, Friedrich (1901–1967), deutscher Metallurg
- Eisenkolb, Hans (1905–1978), österreichischer Politiker (NSDAP), MdR und SS-Führer
- Eisenkolb, Josef (1821–1899), rumäniendeutscher Komponist
- Eisenkolb, Kaspar (1826–1913), rumäniendeutscher Komponist
- Eisenkopf, Alexander (* 1962), deutscher Wirtschaftswissenschaftler, Verkehrsexperte und Hochschullehrer
- Eisenkopf, Astrid (* 1984), österreichische Politikerin (SPÖ), Landesrätin im BurgenlandAstrid Eisenkopf (* 1984)

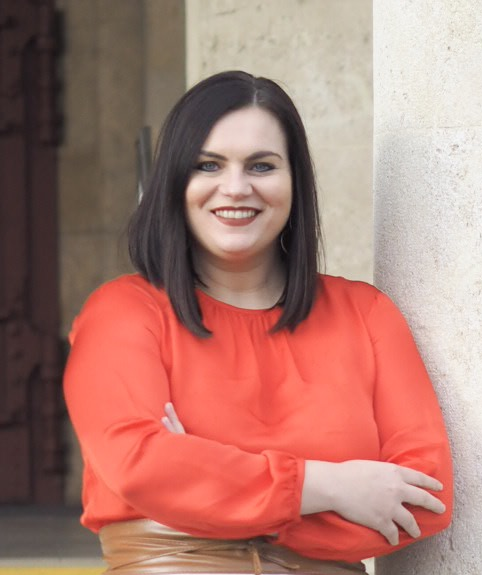
Astrid Eisenkopf (* 1984)

- Eisenkopf, Gerald (* 1973), deutscher Wirtschaftswissenschaftler, Psychologe und Professor an der Universität Vechta
- Eisenkopf, Paul (1939–2003), deutscher Theologe
- Eisenkrämer, Kurt (* 1927), deutscher Ministerialbeamter
- Eisenkrammer, Károly (* 1969), ungarischer Radrennfahrer
- Eisenkrein, Peter (1885–1937), deutsch-russischer römisch-katholischer Geistlicher und Märtyrer

##### Eisenl
- Eisenlauer, Sebastian (* 1990), deutscher Skilangläufer
- Eisenloffel, Karen (* 1961), US-amerikanische Bauingenieurin und Architektin
- Eisenlohr, August (1832–1902), deutscher Ägyptologe
- Eisenlohr, August (1833–1916), deutscher Beamter, Minister und Politiker (NLP), MdR
- Eisenlohr, Christoph (1775–1852), badischer Beamter
- Eisenlohr, Dorothee (* 1982), deutsche Kommunalpolitikerin (parteilos), Oberbürgermeisterin von Schramberg
- Eisenlohr, Ernst (1882–1958), deutscher Diplomat
- Eisenlohr, Eva (1891–1977), deutsche Bildhauerin und Malerin
- Eisenlohr, Friedrich (1805–1854), deutscher Architekt und HochschullehrerFriedrich Eisenlohr (1805–1854)

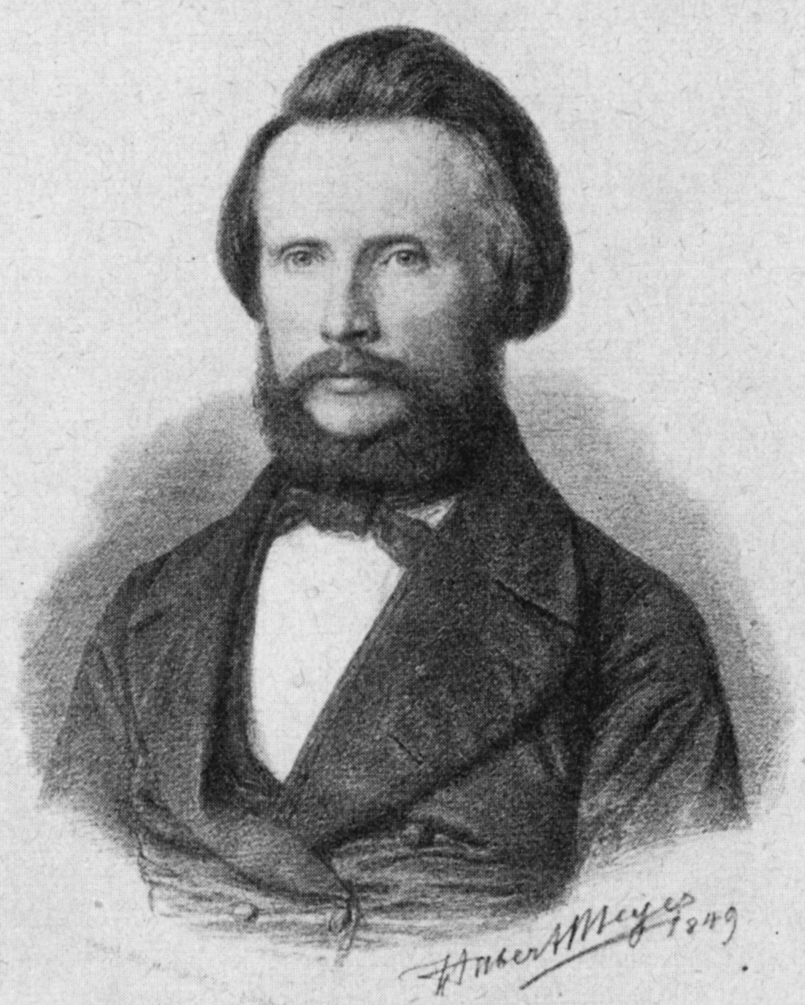
Friedrich Eisenlohr (1805–1854)

- Eisenlohr, Friedrich (1831–1904), deutscher Mathematiker
- Eisenlohr, Friedrich (1889–1954), deutscher Autor
- Eisenlohr, Fritz (1885–1966), deutscher Unternehmer in der Textilindustrie
- Eisenlohr, Georg (1887–1951), deutscher Jurist
- Eisenlohr, Gustav Wilhelm (1811–1881), deutscher Pastor und Dichter
- Eisenlohr, Heinrich (1816–1899), deutscher Kaufmann und Politiker
- Eisenlohr, Horst (* 1926), deutscher Physiker
- Eisenlohr, Karl († 1896), deutscher Mediziner
- Eisenlohr, Ludwig (1851–1931), deutscher Architekt
- Eisenlohr, Ludwig junior (1894–1993), deutscher Architekt
- Eisenlohr, Roland (1887–1959), deutscher Luftfahrttechniker und Bauingenieur
- Eisenlohr, Theodor (1805–1869), deutscher Pädagoge
- Eisenlohr, Ulrich (* 1954), deutscher Pianist und Liedbegleiter
- Eisenlohr, Wilhelm (1761–1810), badischer Beamter
- Eisenlohr, Wilhelm (1799–1872), deutscher Physiker

##### Eisenm
- Eisenman, Nicole (* 1965), US-amerikanische Malerin und Zeichnerin
- Eisenman, Peter (* 1932), US-amerikanischer ArchitektPeter Eisenman (* 1932)

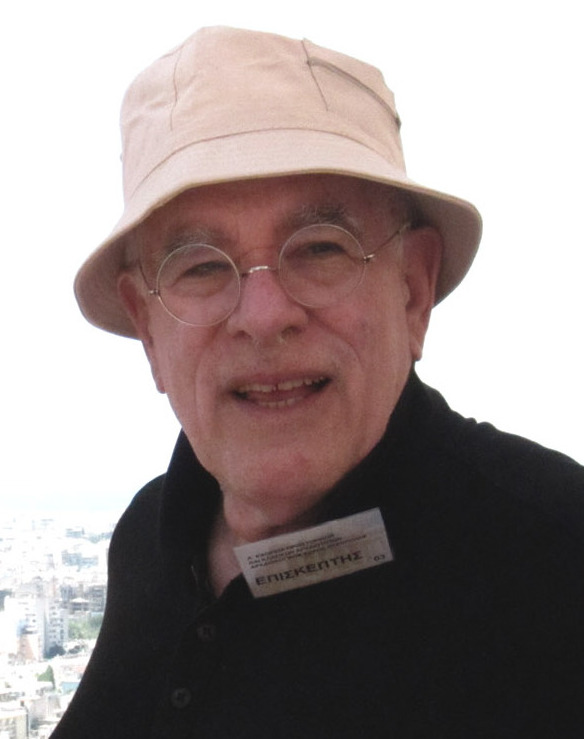
Peter Eisenman (* 1932)

- Eisenman, Robert (* 1937), US-amerikanischer Archäologe und Hochschullehrer
- Eisenmann, Barbara (* 1960), deutsche Radioautorin, Journalistin und Regisseurin
- Eisenmann, Brigitte (1942–2011), deutsche Chemikerin und Hochschullehrerin
- Eisenmann, Charles (1903–1980), französischer Rechtswissenschaftler
- Eisenmann, Claus (* 1967), deutscher Rock-Pop-Sänger
- Eisenmann, Ernst (1928–2016), deutscher Gewerkschafter
- Eisenmann, Eugene (1906–1981), panamaisch-US-amerikanischer Ornithologe, Umweltschützer und Anwalt
- Eisenmann, Gertrude (1875–1933), deutsch-britische Radsportlerin, Motorsportlerin und Reiterin
- Eisenmann, Gottfried (1795–1867), deutscher Arzt, Politiker, Publizist
- Eisenmann, Hans (1923–1987), bayerischer Politiker (CSU), MdL
- Eisenmann, Ike (* 1962), US-amerikanischer Schauspieler
- Eisenmann, Josef (1928–2015), deutscher Bauingenieur
- Eisenmann, Klaus (1940–2024), deutscher Dirigent und Musikpädagoge
- Eisenmann, Louis (1869–1937), französischer Historiker und Professor
- Eisenmann, Maria (* 1966), deutsche Didaktikerin und Hochschullehrerin
- Eisenmann, Olivier (* 1940), Schweizer Konzertorganist
- Eisenmann, Otto (1913–2002), deutscher Politiker (DP, FDP), MdL, MdB
- Eisenmann, Paula (* 1953), österreichische Politikerin (ÖVP), Landtagsabgeordnete in Tirol
- Eisenmann, Peter (* 1943), deutscher Politikwissenschaftler
- Eisenmann, Rudolf (1894–1954), deutscher Dirigent, Komponist und Musikpädagoge
- Eisenmann, Simon (1862–1938), deutscher katholischer Geistlicher und Politiker (Zentrum), MdL
- Eisenmann, Susanne (* 1964), deutsche Politikerin (CDU)Susanne Eisenmann (* 1964)

Susanne Eisenmann (* 1964)

- Eisenmann, Therese (* 1953), österreichische Künstlerin
- Eisenmann, Will (1906–1992), deutsch-schweizerischer Komponist
- Eisenmann, Wolf († 1616), deutscher Maler
- Eisenmayer, Ernst (1920–2018), österreichischer Maler und Bildhauer
- Eisenmeier, Josef (1871–1926), österreichischer Philosoph und Psychologe
- Eisenmeier, Michael (* 1952), deutscher Mediziner
- Eisenmenger, Arthur (1914–2002), deutscher Grafiker, Chef-Grafiker der EU, Entwickler des Eurozeichens
- Eisenmenger, August (1830–1907), österreichischer Maler
- Eisenmenger, Carsten (* 1967), deutscher Fußballspieler und -trainer
- Eisenmenger, Jeremias († 1625), Stadtarzt in Heilbronn
- Eisenmenger, Johann Andreas (1647–1704), deutscher Hebraist, Professor für Hebräische Sprache an der Universität Heidelberg
- Eisenmenger, Johann Christoph der Ältere (1592–1663), Stadtarzt in Heilbronn
- Eisenmenger, Richard (1973–2021), deutscher Fachbuchautor
- Eisenmenger, Rudolf (1871–1946), österreichischer Arzt
- Eisenmenger, Rudolf Hermann (1902–1994), österreichischer Maler
- Eisenmenger, Samuel (1534–1585), deutscher Mediziner und Astrologe
- Eisenmenger, Viktor (1864–1932), österreichischer Mediziner
- Eisenmenger, Wolfgang (1930–2016), deutscher Physiker
- Eisenmenger, Wolfgang (* 1944), deutscher Rechtsmediziner

##### Eisenr
- Eisenrauch, Anna (* 1947), österreichische Politikerin (ÖVP)
- Eisenreich, Georg (* 1970), deutscher Politiker (CSU), Staatssekretär, MdLGeorg Eisenreich (* 1970)

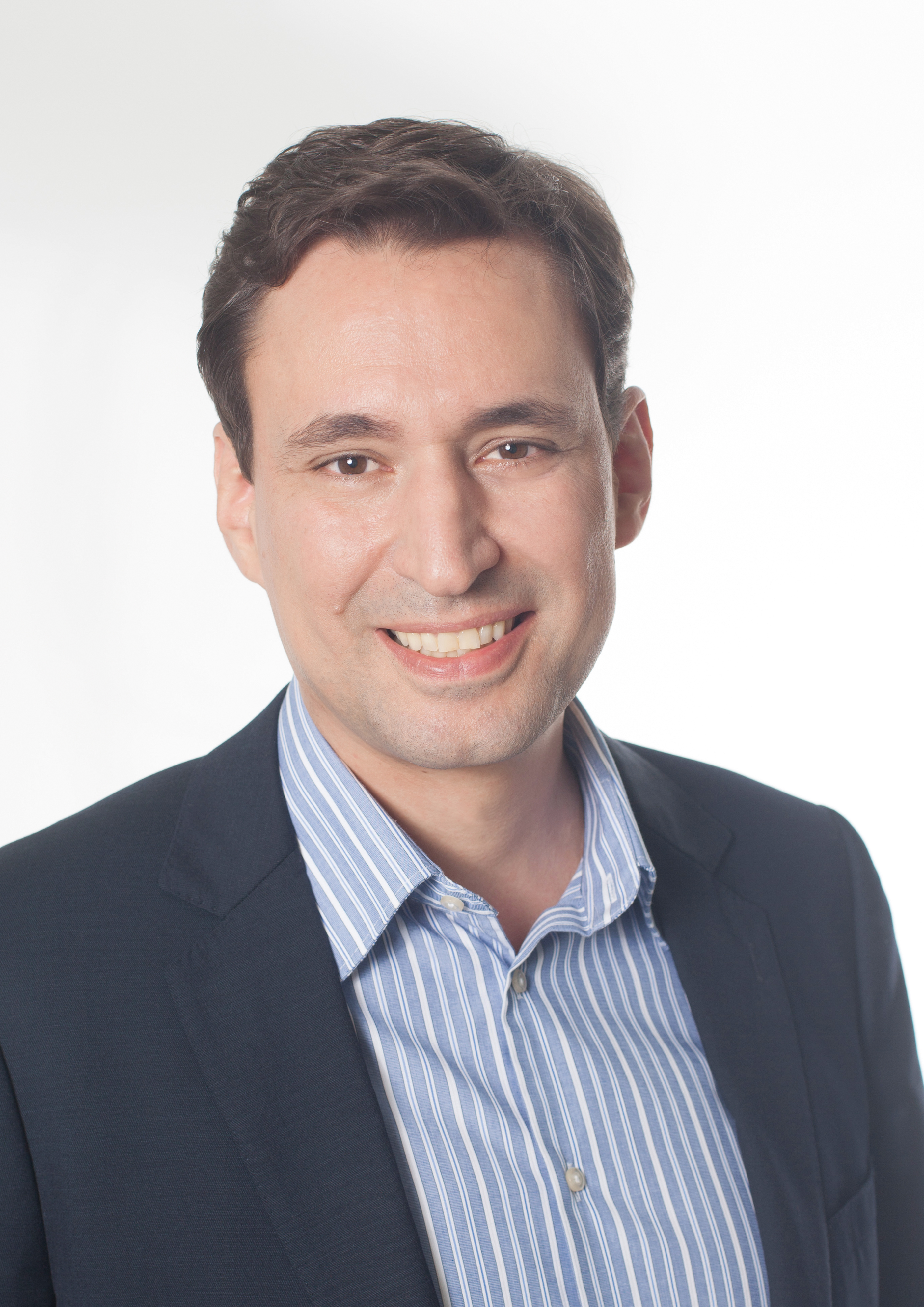
Georg Eisenreich (* 1970)

- Eisenreich, Günther (1933–2015), deutscher Mathematiker
- Eisenreich, Gustav (1867–1945), deutscher Gymnasiallehrer, Geologe, Naturschützer und Heimatforscher in Oberschlesien
- Eisenreich, Herbert (1925–1986), österreichischer Schriftsteller
- Eisenreich, Kerstin (* 1969), deutsche Politikerin (Die Linke), MdL
- Eisenreich, Lukas (1430–1506), Mitglied im Breslauer Rat und mehrmals Bürgermeister der Stadt Breslau sowie Landeshauptmann des Fürstentums Breslau
- Eisenreich, Martina (* 1981), deutsche Komponistin, Filmkomponistin, Violinistin, Multiinstrumentalistin und Musikproduzentin
- Eisenriegler, Doris (* 1945), österreichische Politikerin (Grüne), Landtagsabgeordnete
- Eisenring, Hans (1932–2020), Schweizer Ingenieur und ehemaliger Präsident der Generaldirektion der SBB
- Eisenring, Ita Maria (1927–2009), Schweizer Juristin
- Eisenring, Johann Baptist (1868–1925), Schweizer Jurist und katholisch-konservativer Politiker
- Eisenring, Michael (* 1993), Schweizer Fußballspieler
- Eisenring, Simone (* 1976), Schweizer Theaterregisseurin
- Eisenring, Yvonne (* 1987), Schweizer Journalistin, Autorin und ModeratorinYvonne Eisenring (* 1987)

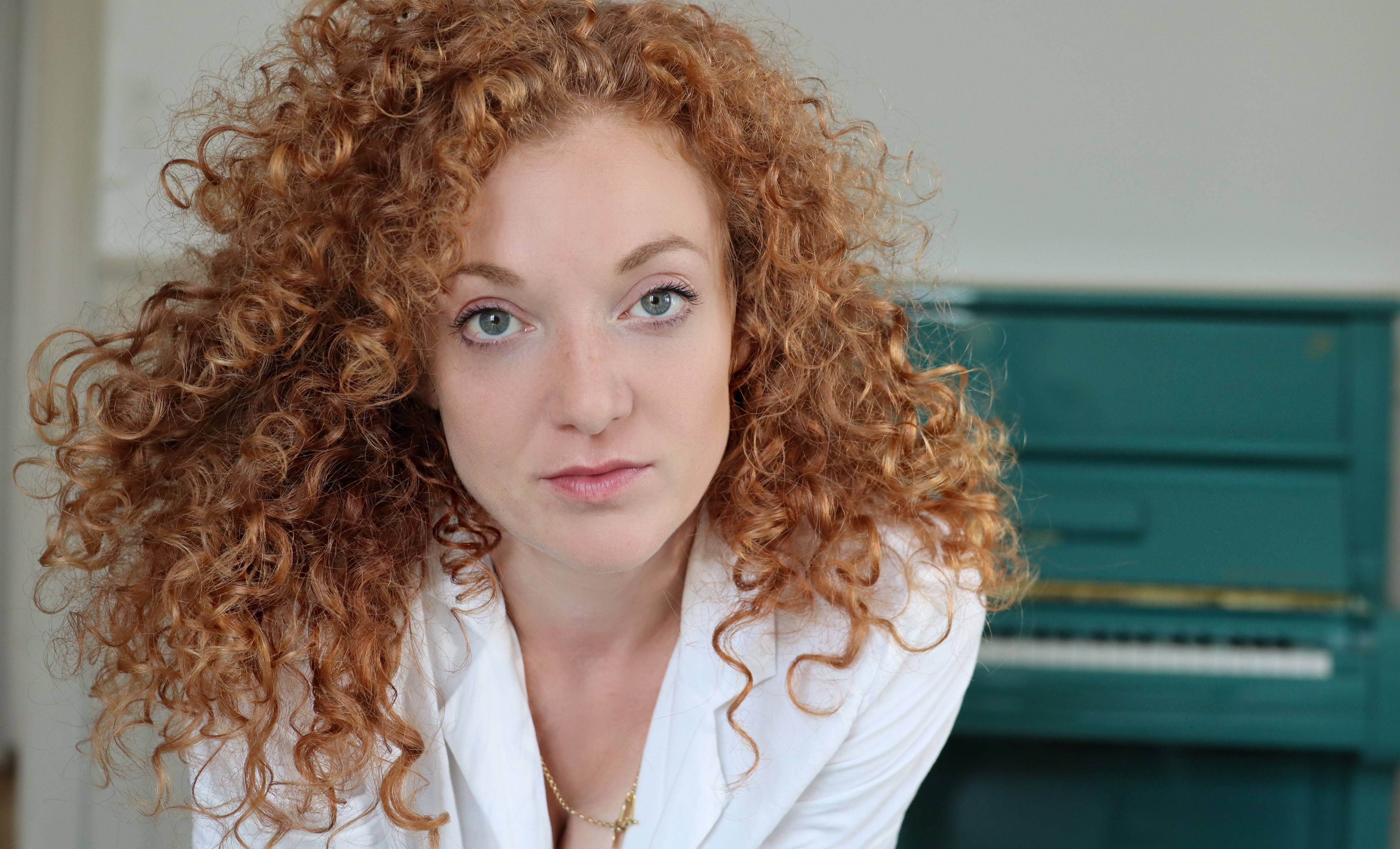
Yvonne Eisenring (* 1987)

##### Eisens
- Eisenschenk, Herbert (* 1960), österreichischer Dokumentarfilmer und Buchautor
- Eisenschenk, Peter (* 1965), österreichischer Politiker (ÖVP), Abgeordneter zum Nationalrat
- Eisenschitz, Bernard (* 1944), französischer Filmhistoriker
- Eisenschitz, Robert (1898–1968), österreichisch-britischer Chemiker
- Eisenschitz, Siddy (1858–1942), österreichische Biologin und Journalistin
- Eisenschitz, Willy (1889–1974), österreichisch-französischer Landschaftsmaler und Illustrator
- Eisenschmid, Ludwig (1879–1959), deutscher Orgelbauer
- Eisenschmid, Markus (* 1995), deutscher Eishockeyspieler
- Eisenschmid, Tanja (* 1993), deutsche Eishockeyspielerin
- Eisenschmidt, Heidi (* 1941), deutsche Schwimmerin
- Eisenschmidt, Johann Caspar (1656–1712), elsässischer Mathematiker, Geodät und Mediziner
- Eisenschmied, Leonhard (1770–1824), Kärntner Reisender und Abenteurer
- Eisenschneider, Elvira (1924–1944), deutsche Widerstandskämpferin
- Eisenschneider, Paul (1901–1944), deutscher kommunistischer Funktionär und Widerstandskämpfer
- Eisenstadt, Harris (* 1975), kanadischer Jazzperkussionist und Komponist
- Eisenstadt, Isaak Naumowitsch (1919–2006), sowjetischer Chemiker und Schachspieler
- Eisenstadt, Meir († 1744), österreichischer Rabbiner
- Eisenstadt, Shmuel N. (1923–2010), israelischer Soziologe
- Eisenstädter, Hardy (* 1939), österreichischer Vielseitigkeitsreiter, Brigadier, Dolmetscher und Autor
- Eisenstaedt, Alfred (1898–1995), deutscher Fotoreporter
- Eisenstecken, Josef (1779–1827), Tiroler Freiheitskämpfer und k.k. Major
- Eisenstein, Bernd (* 1965), deutscher Geograph, Hochschullehrer, Autor, Gutachter und Berater
- Eisenstein, Charles (* 1967), US-amerikanischer Kulturphilosoph und AutorCharles Eisenstein (* 1967)

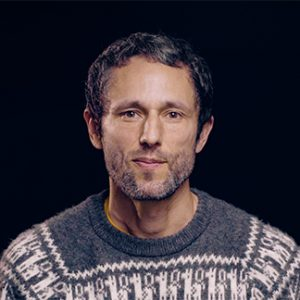
Charles Eisenstein (* 1967)

- Eisenstein, Daniel (* 1970), US-amerikanischer Astronom
- Eisenstein, Elizabeth (1923–2016), US-amerikanische Historikerin
- Eisenstein, Fritz (1903–1943), deutscher Kaufmann
- Eisenstein, Gotthold (1823–1852), deutscher Mathematiker
- Eisenstein, Herbert (* 1948), österreichischer Islamwissenschaftler und Politiker (FPÖ), Landtagsabgeordneter
- Eisenstein, James P. (* 1952), US-amerikanischer Physiker
- Eisenstein, Karl von (1889–1945), sudetendeutscher Schriftsteller
- Eisenstein, Mareike (* 1969), deutsche Fernsehmoderatorin und Schauspielerin
- Eisenstein, Michail Ossipowitsch (1867–1920), deutsch-baltischer Architekt des Jugendstils
- Eisenstein, Odile (* 1949), französische Chemikerin
- Eisenstein, Sam (* 1972), deutscher Schauspieler und Stuntman griechischer Abstammung
- Eisenstein, Sergei Michailowitsch (1898–1948), sowjetischer RegisseurSergei Michailowitsch Eisenstein (1898–1948)

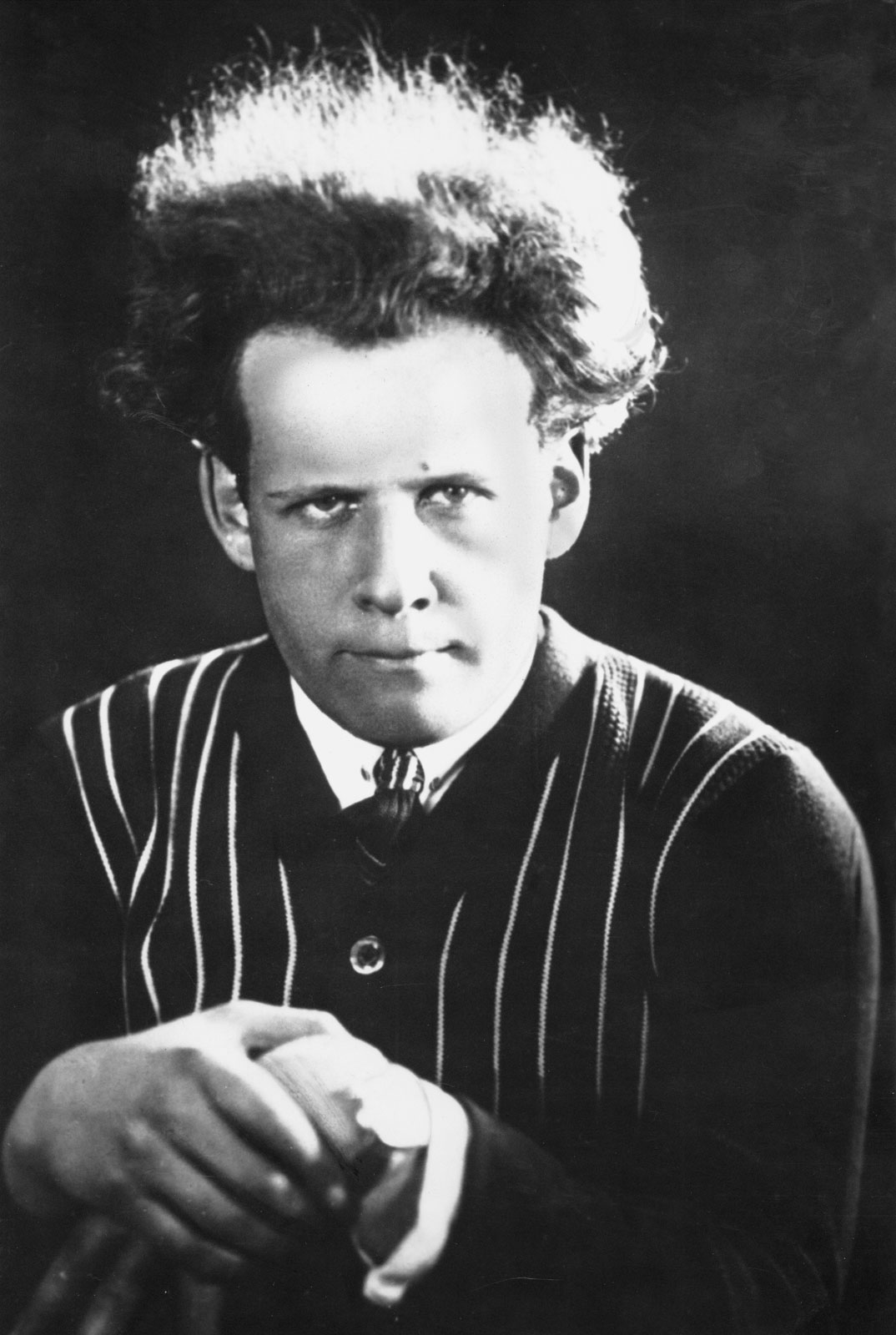
Sergei Michailowitsch Eisenstein (1898–1948)

- Eisenstein, Silvia (1917–1986), argentinisch-venezolanische Pianistin, Komponistin und Dirigentin, Musikpädagogin und -ethnologin
- Eisenstuck, Bernhard (1805–1871), deutscher Unternehmer und Politiker
- Eisenstuck, Christian Gottlieb (1773–1853), sächsischer Jurist und Politiker, Abgeordneter im Sächsischen Landtag

##### Eisent
- Eisenthal, Kenneth B. (1933–2024), US-amerikanischer Physikochemiker
- Eisenträger, Alois (1927–2017), deutscher Fußballspieler
- Eisenträger, Florian (* 1992), deutscher Handballspieler
- Eisenträger, Johann Heinrich (1730–1788), deutscher Landschafts-, Schlachten- und Porzellanmaler
- Eisenträger, Lothar (1896–1963), deutscher Diplomat und Offizier
- Eisentraut, Ernst (1873–1941), deutscher Gewerkschaftsfunktionär und Politiker, MdL
- Eisentraut, Gustav (1844–1926), preußischer Generalmajor, Geschichtsforscher
- Eisentraut, Julia (* 1993), deutsche Politikerin (Bündnis 90/Die Grünen), MdL
- Eisentraut, Martin (1902–1994), deutscher Mammaloge und Herpetologe
- Eisentraut, Thomas (* 1987), deutscher Historiker
- Eisentraut, Wolf-Rüdiger (* 1943), deutscher Architekt

#### Eiser
- Eiser, Anton (1800–1876), österreichischer Flötist
- Eiser, Otto (1834–1898), deutscher Arzt und Schriftsteller
- Eiserhardt, Hilde (1888–1955), deutsche Juristin und Person der Sozialen Arbeit
- Eisermann, André (* 1967), deutscher Theater- und Filmschauspieler
- Eisermann, David, deutscher Kulturjournalist und Hörfunkmoderator
- Eisermann, Gottfried (1918–2014), deutscher Volkswirt und Soziologe
- Eisermann, Jessica, deutsche Journalistin, Soziologin und Medienwissenschaftlerin
- Eisermann, Richard (1853–1927), deutscher Landschaftsmaler
- Eisermann, Stefan (1943–1998), deutscher Bildender Künstler, Maler und Mitglied des Potsdamer Kunstvereins
- Eisermann, Uwe (* 1968), deutscher Hochschullehrer und Gründungspräsident der XU Exponential University of Applied Sciences
- Eisert, Christian (* 1976), deutscher Autor, Satiriker und Comedy-Coach
- Eisert, Jens (* 1970), deutscher Physiker und HochschullehrerJens Eisert (* 1970)

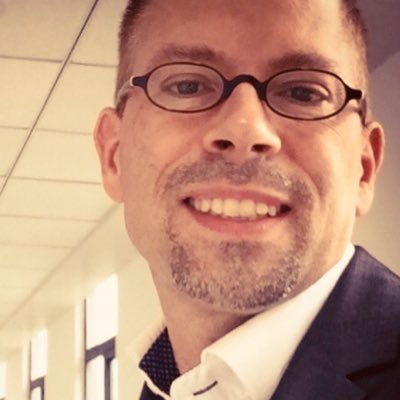
Jens Eisert (* 1970)

- Eisert, Willibald (1875–1950), deutscher Dichter und Komponist

### Eisf
- Eisfeld, Alfred (* 1951), russlanddeutscher Historiker
- Eisfeld, Curt (1886–1969), deutscher Betriebswirt
- Eisfeld, Dieter (1934–2018), deutscher Stadtplaner und Schriftsteller
- Eisfeld, Jens (* 1969), deutscher Rechtswissenschaftler
- Eisfeld, Johann David (1787–1852), deutscher Diener von Johann Wolfgang von Goethe, Badpächter, Landwirt
- Eisfeld, Max (1863–1935), deutscher Theaterschauspieler
- Eisfeld, Ole (* 1973), deutscher Schauspieler
- Eisfeld, Rainer (* 1941), deutscher Politikwissenschaftler
- Eisfeld, Theodore (1816–1882), deutscher Kapellmeister und Komponist
- Eisfeld, Thomas (* 1993), deutscher FußballspielerThomas Eisfeld (* 1993)

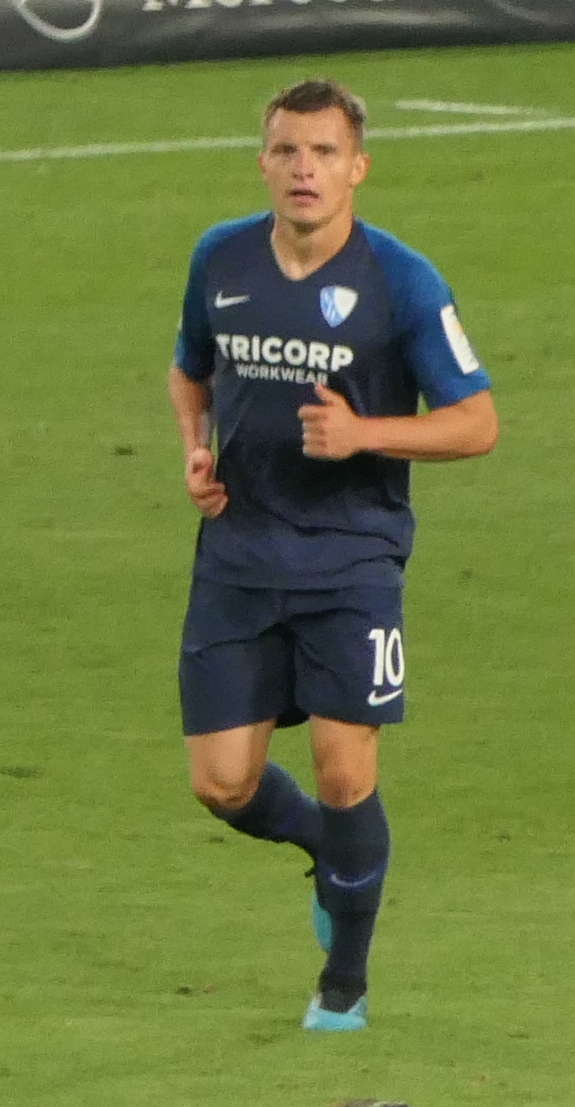
Thomas Eisfeld (* 1993)

- Eisfeld, Walter (1905–1940), deutscher SS-Führer und KZ-Kommandant

### Eisg
- Eisgruber, Elsa (1887–1968), deutsche Malerin, Autorin und Illustratorin
- Eisgruber, Toni (1912–1994), deutscher nordischer Skisportler

### Eish
- Eisheuer, Peter (* 1957), deutscher Jazz- und Klassik-Schlagzeuger, Pianist und Komponist

### Eisi
- Eisig, Hugo (1847–1920), deutscher Zoologe und Meeresbiologe
- Eising, Hermann (1908–1981), deutscher katholischer Theologe und Hochschullehrer (Alttestamentler) in Münster
- Eising, Johannes (1935–2022), deutscher Schachspieler
- Eising, Paul (1913–2001), deutscher Ministerialdirigent
- Eising, Rainer (* 1964), deutscher Politikwissenschaftler
- Eising, Tijmen (* 1991), niederländischer Radsportler
- Eisinga, Eise (1744–1828), niederländischer Amateur-Astronom
- Eisinger, Angelus (* 1964), Schweizer Städtebau- und Planungshistoriker
- Eisinger, Claudia (* 1984), deutsche Schauspielerin
- Eisinger, Detlev (* 1957), deutscher Pianist
- Eisinger, Günter (1929–2019), deutscher Kameramann und Drehbuchautor
- Eisinger, Irene (1903–1994), österreichisch-britische Sängerin (Sopran)
- Eisinger, Jean-Bernard (1938–2015), französischer Jazzmusiker (Piano, Komposition)
- Eisinger, Jo (1909–1991), US-amerikanischer Drehbuchautor
- Eisinger, Jonas (1844–1914), deutscher Rabbiner und Ratschreiber
- Eisinger, Josef (* 1924), österreichisch-kanadischer Naturwissenschaftler und jüdischer Zeitzeuge
- Eisinger, Max (1909–1989), deutscher Schachspieler
- Eisinger, Sem (* 1994), deutscher Musiker
- Eisinger, Thomas (* 1960), deutscher Theologe und Religionspädagoge
- Eisinger, Ute (* 1964), österreichische Dichterin, Übersetzerin und Lektorin

### Eisk
- Eiskirch, Thomas (* 1970), deutscher Politiker (SPD)Thomas Eiskirch (* 1970)

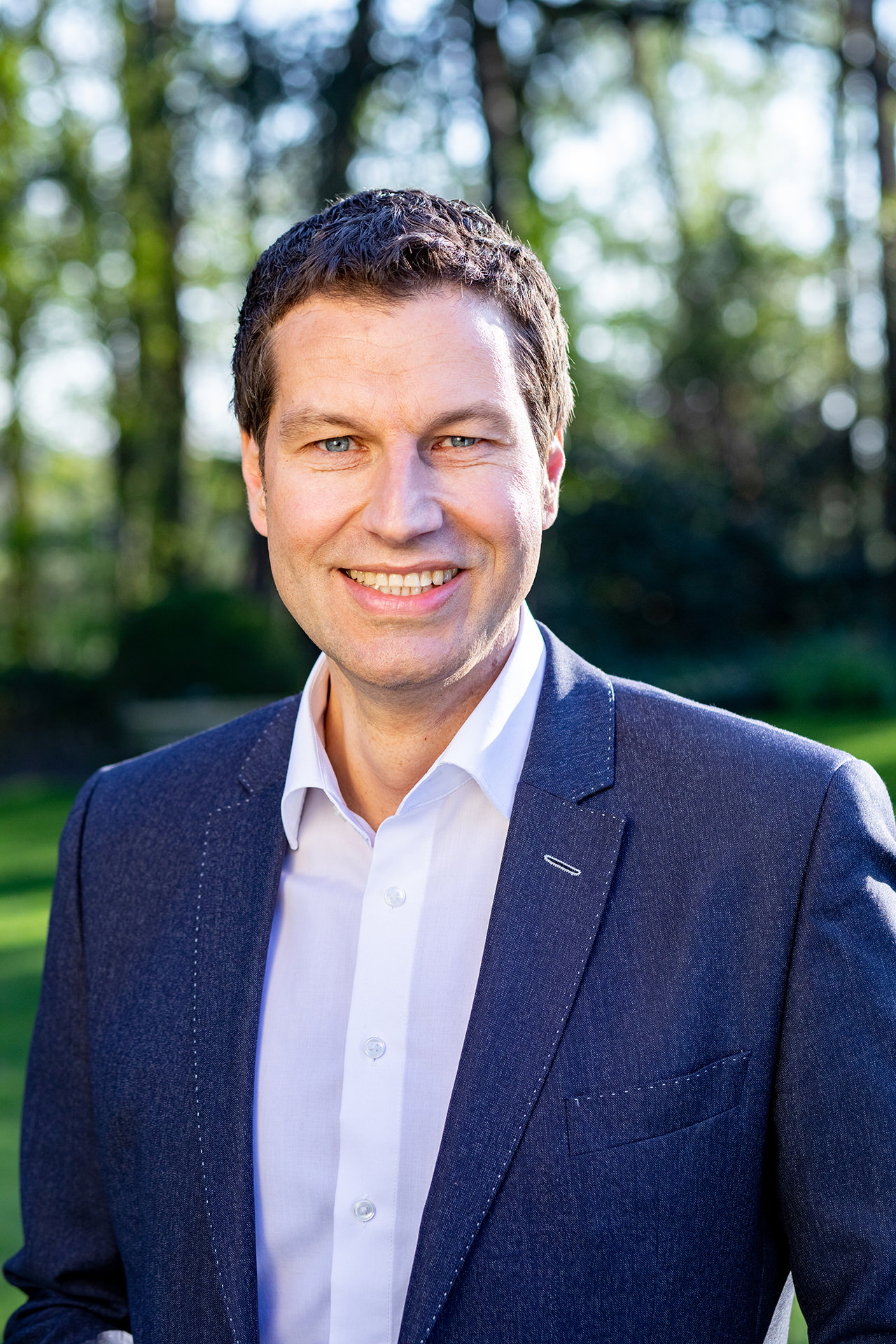
Thomas Eiskirch (* 1970)

### Eisl
- Eisl, Andreas (* 1940), österreichischer Politiker (FPÖ), Landtagsabgeordneter, Mitglied des Bundesrates
- Eisl, Franz (1921–2019), österreichischer Segler
- Eisl, Hilde (* 1955), österreichische Politikerin (SPÖ), Salzburger Landtagsabgeordnete
- Eisl, Josef (1914–1968), österreichischer Politiker (ÖVP)
- Eisl, Josef (* 1964), österreichischer Politiker (ÖVP), Salzburger Landesrat
- Eisl, Martin (* 1982), österreichischer Fußballtormann
- Eisl, Wolfgang (* 1954), österreichischer Politiker (ÖVP), Landeshauptmann-Stellvertreter
- Eisleb, Lea (* 1992), deutsche Schauspielerin
- Eisleben, Johann Agricola († 1594), deutscher Politiker, Bürgermeister von Berlin
- Eisler, Arnold (1879–1947), österreichischer Politiker (SDAP), Landtagsabgeordneter, Abgeordneter zum Nationalrat
- Eisler, Barry (* 1964), US-amerikanischer Autor
- Eisler, Benita (* 1937), US-amerikanische Literaturkritikerin und Biografin
- Eisler, Brenda (* 1951), kanadische Weitspringerin
- Eisler, Charles (1884–1973), ungarisch-US-amerikanischer Unternehmer
- Eisler, Charlotte (1894–1970), österreichische Sängerin und Gesangslehrerin
- Eisler, Colin (* 1931), US-amerikanischer Kunsthistoriker
- Eisler, Elisabeth (1920–1976), österreichische Keramikerin und Grafikerin
- Eisler, Georg (1928–1998), österreichischer Maler und Grafiker
- Eisler, Gerhart (1897–1968), deutscher Journalist und Politiker, MdVGerhart Eisler (1897–1968)

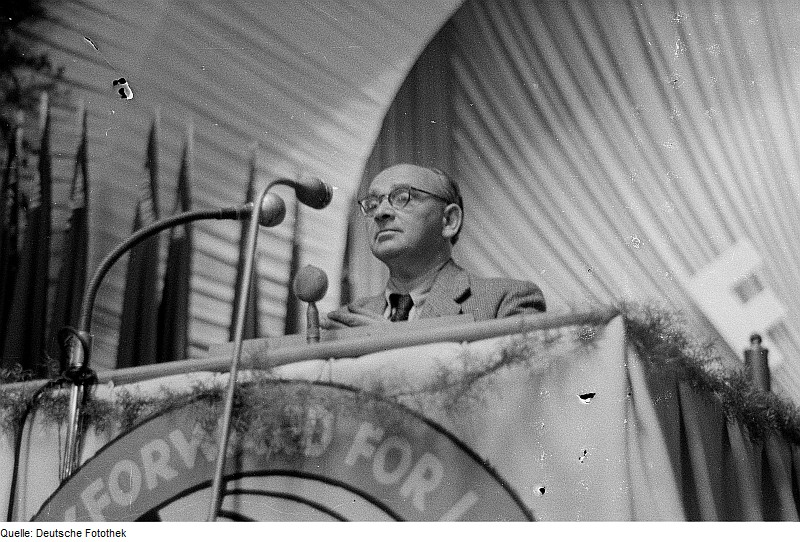
Gerhart Eisler (1897–1968)

- Eisler, Gottfried, deutscher Fußballtrainer
- Eisler, Hanns (1898–1962), österreichischer KomponistHanns Eisler (1898–1962)

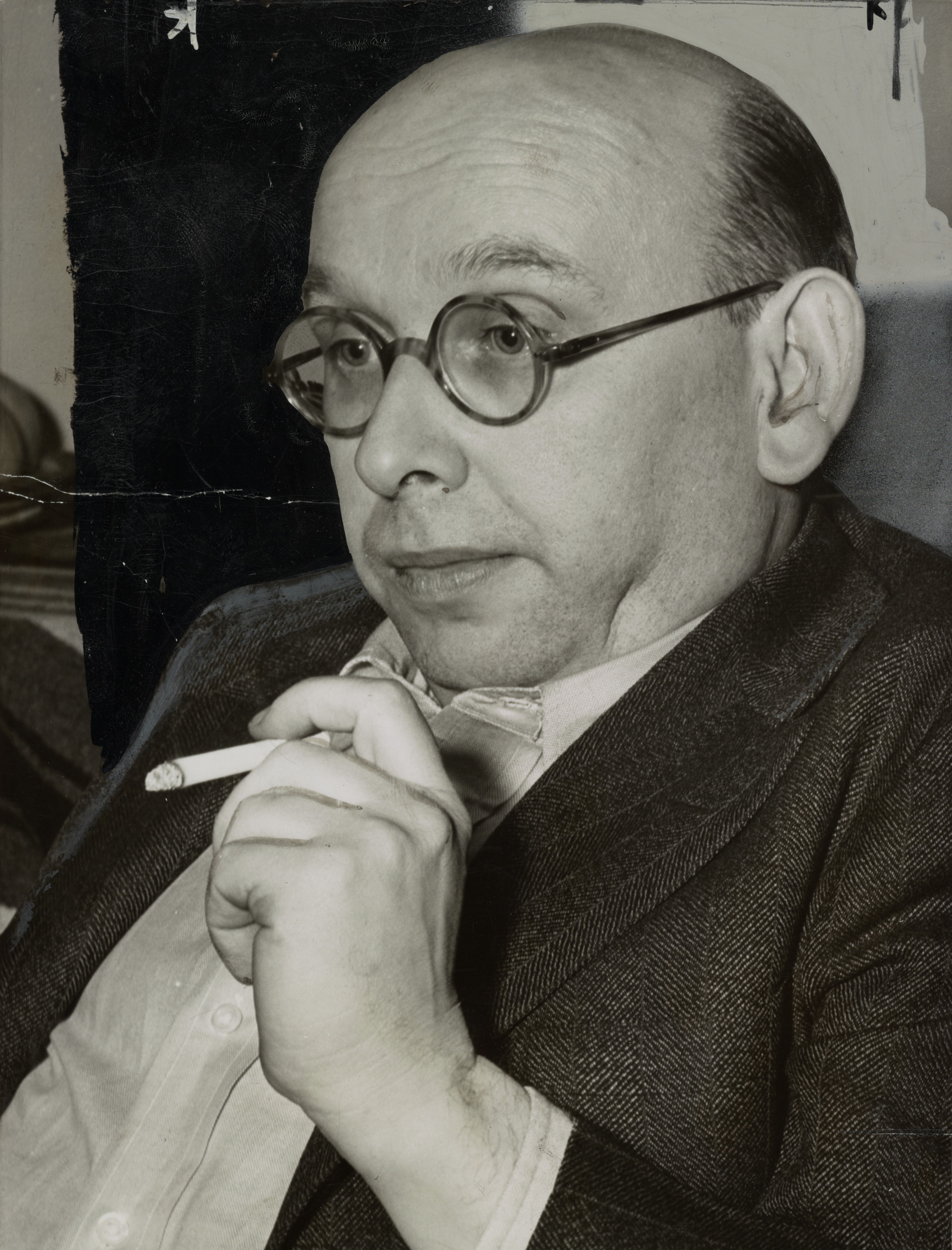
Hanns Eisler (1898–1962)

- Eisler, Hilde (1912–2000), deutsche Journalistin
- Eisler, Jerzy (* 1952), polnischer Historiker
- Eisler, Judith (* 1962), US-amerikanische Künstlerin
- Eisler, Lloyd (* 1963), kanadischer Eiskunstläufer
- Eisler, Martin (1913–1977), österreichischer Möbeldesigner
- Eisler, Maryam (* 1968), iranische Fotografin und Autorin
- Eisler, Max (1881–1937), österreichischer Kunsthistoriker
- Eisler, Otto (1893–1968), tschechischer Architekt
- Eisler, Paul (1862–1935), deutscher Mediziner und Anatom
- Eisler, Paul (1907–1992), österreichisch-britischer Ingenieur
- Eisler, Riane (* 1931), US-amerikanische Soziologin, Buchautorin und Rechtsanwältin
- Eisler, Robert (1882–1949), österreichischer Kunst- und Kulturhistoriker
- Eisler, Rudolf (1873–1926), österreichischer Philosoph
- Eisler, Rudolf (1881–1977), österreichischer Architekt
- Eisler, Walter (1954–2015), deutscher Maler und Grafiker
- Eisler-Terramare, Michael (1877–1970), österreichischer Pathologe
- Eisley, Anthony (1925–2003), US-amerikanischer Schauspieler
- Eisley, David Glen (* 1952), US-amerikanischer Musiker und Schauspieler
- Eisley, Howard (* 1972), US-amerikanischer Basketballspieler und -trainer
- Eisley, India (* 1993), US-amerikanische SchauspielerinIndia Eisley (* 1993)

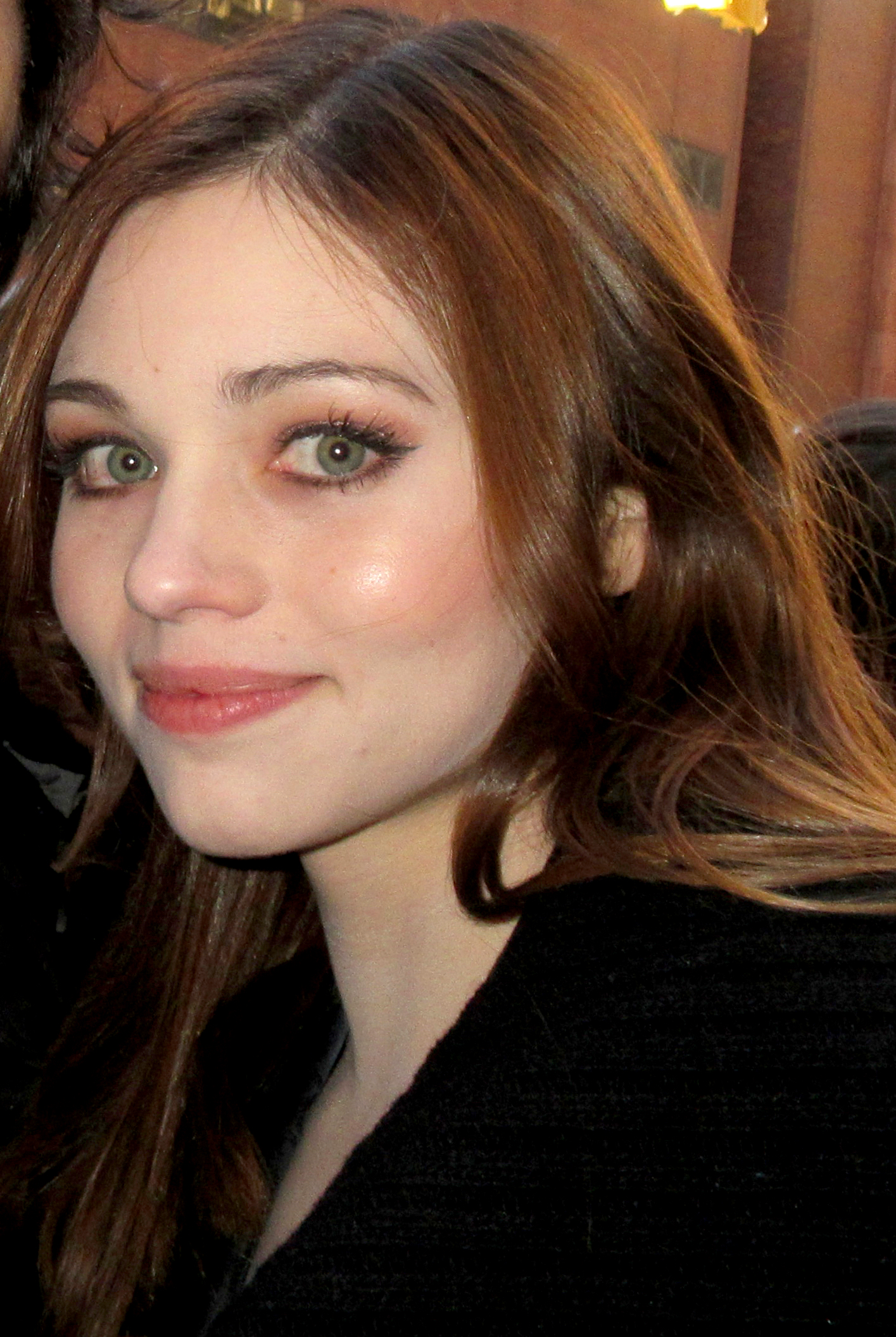
India Eisley (* 1993)

- Eislöffel, Michaela (* 1966), deutsche Politikerin

### Eism
- Eisman, Hy (1927–2025), US-amerikanischer Comic-Zeichner
- Eisman, Steven (* 1962), US-amerikanischer Geschäftsmann und Investor
- Eisman-Semenowsky, Émile (1859–1911), französischer Maler polnischer Abstammung
- Eismann, Adam (1872–1956), deutscher katholischer Priester
- Eismann, Georg (1899–1968), deutscher Musikwissenschaftler
- Eismann, Gustav (1824–1884), Bürgermeister der Stadt Kiew
- Eismann, Merle Sophie (* 2008), deutsche Kinderdarstellerin
- Eismann, Peter (* 1957), bayerischer Politiker (CSU), MdL
- Eismann, Sonja (* 1973), deutsche Journalistin und KulturwissenschaftlerinSonja Eismann (* 1973)

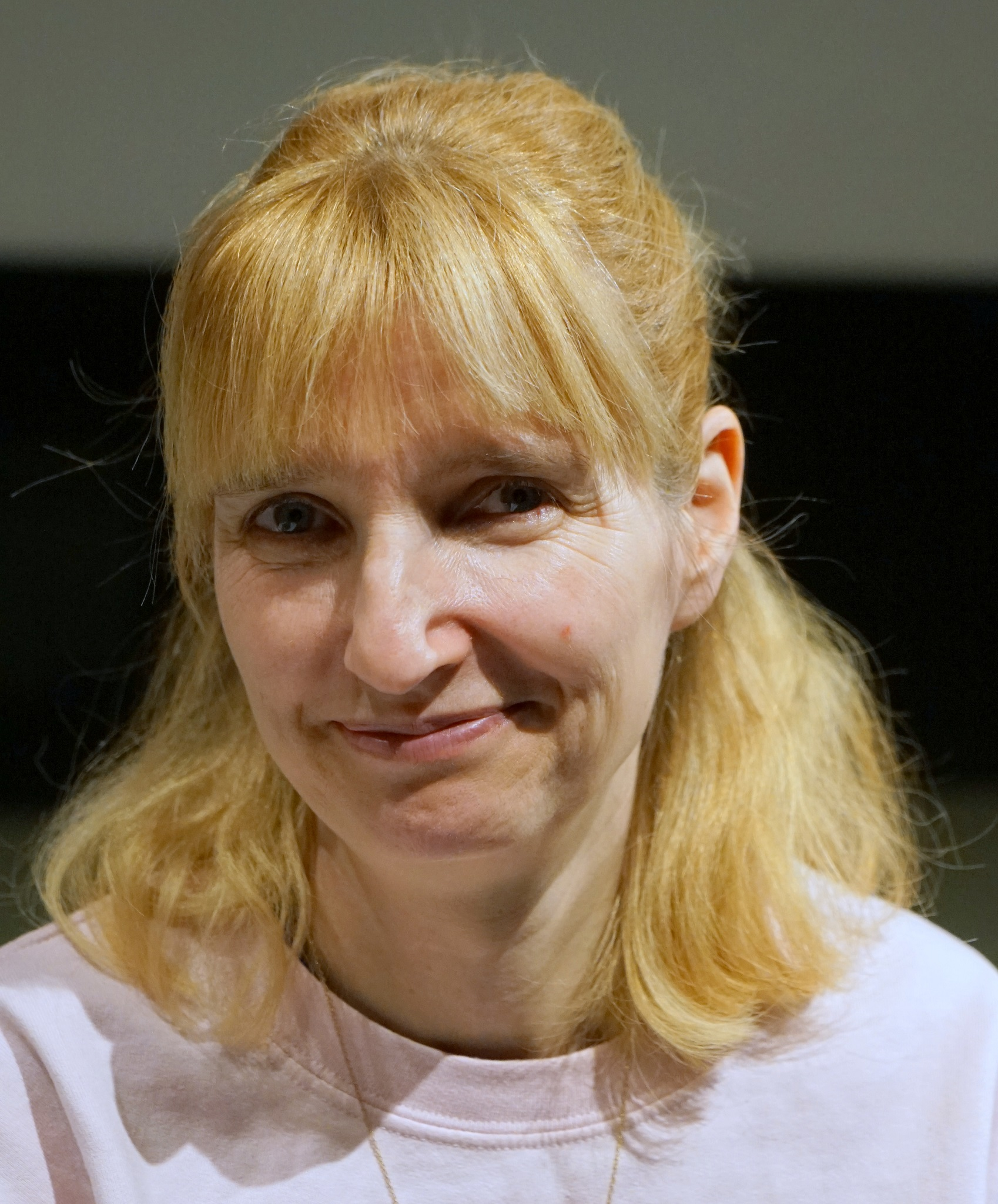
Sonja Eismann (* 1973)

- Eismann, Sören (* 1988), deutscher Fußballspieler
- Eismann, Wolfgang (* 1942), deutscher Slawist

### Eisn
- Eisner, Amina (* 1990), deutsche Schauspielerin und Autorin
- Eisner, Anita (1900–1950), deutsche Juristin
- Eisner, Breck (* 1970), US-amerikanischer Film- und Fernsehregisseur
- Eisner, Bruno (1884–1978), österreichisch-amerikanischer Pianist und Musikpädagoge
- Eisner, Curt (1890–1981), deutsch-niederländischer Industriekaufmann, Lepidopterologe und Entomologe
- Eisner, Else (1887–1940), deutsche Sozialdemokratin, Ehefrau Kurt Eisners
- Eisner, Florian (* 1975), österreichischer Schauspieler, Regisseur und Musiker
- Eisner, Franz (1895–1933), deutscher Bauingenieur
- Eisner, Freia (1907–1989), deutsche Friedens- und Frauenaktivistin, Tochter der Else Belli
- Eisner, Freya (1923–2005), deutsche Historikerin und Publizistin
- Eisner, Hans Kurt (1903–1942), deutscher Fotograf, Werbegestalter und Filmschaffender
- Eisner, Hermann (1860–1927), deutscher Schallplattenproduzent
- Eisner, Hermann (1897–1977), deutscher Brauereiunternehmer
- Eisner, Ib (1925–2003), dänischer Maler
- Eisner, Jack (1925–2003), polnisch-amerikanischer Buchautor und Unternehmer
- Eisner, Karl (1802–1874), Musiker (Horn) und Komponist
- Eisner, Kurt (1867–1919), deutscher Politiker und Schriftsteller, erster Ministerpräsident des Freistaats BayernKurt Eisner (1867–1919)

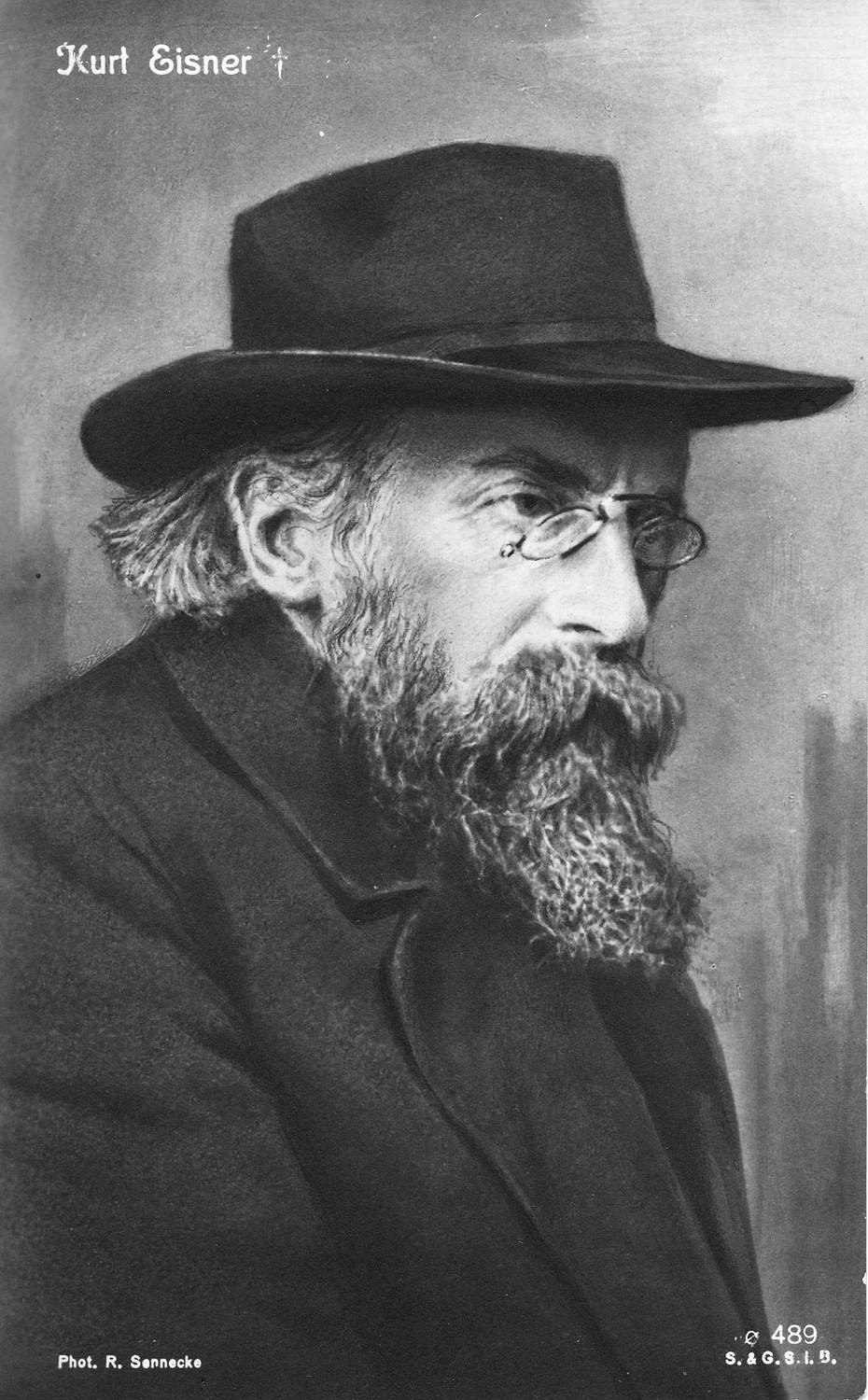
Kurt Eisner (1867–1919)

- Eisner, Lotte (1896–1983), deutsch-französische Filmhistorikerin
- Eisner, Manuel (* 1959), Schweizer Soziologe und Kriminologe
- Eisner, Maria (1909–1991), italienisch-amerikanische Fotografin, Fotoredakteurin und Fotoreporterin
- Eisner, Michael (* 1942), US-amerikanischer Manager
- Eisner, Morten (* 1954), dänischer Schauspieler
- Eisner, Paul (1889–1958), tschechoslowakischer Publizist, Übersetzer und Literaturvermittler
- Eisner, René (* 1975), österreichischer Fußballschiedsrichter
- Eisner, Tanja (* 1980), deutsche Mathematikerin
- Eisner, Thomas (1929–2011), US-amerikanischer Entomologe
- Eisner, Uli (* 1956), deutscher Musikproduzent
- Eisner, Will (1917–2005), US-amerikanischer Comic-ZeichnerWill Eisner (1917–2005)

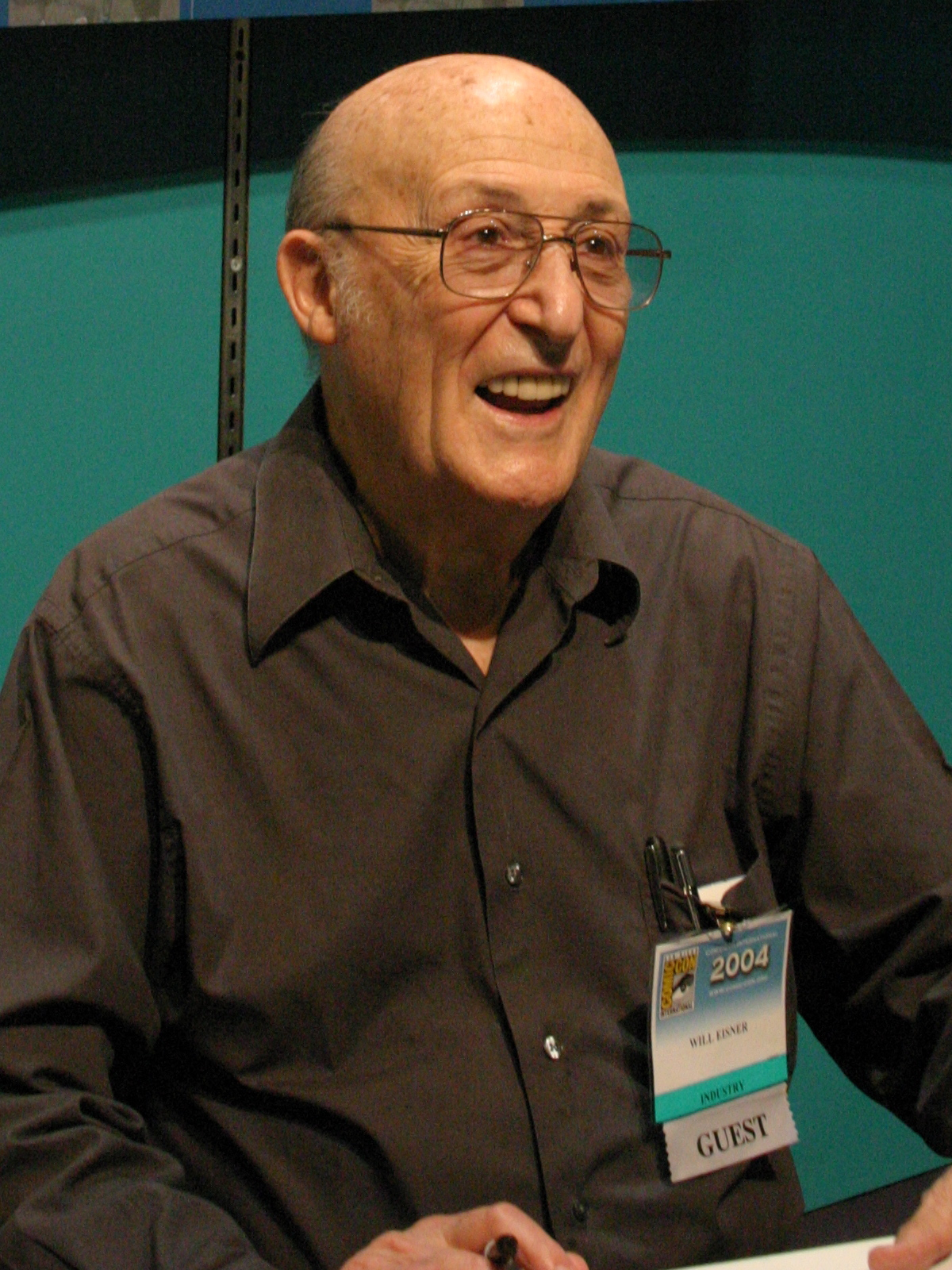
Will Eisner (1917–2005)

- Eisner-Bubna, Wilhelm (1875–1926), österreichischer Offizier und Leiter des k.u.k. Kriegspressequartiers
- Eisner-Marquart, Rose (1883–1940), deutsche Malerin und Grafikerin

### Eiso
- Eisold, Dietmar (1947–2017), deutscher Journalist und Kunsthistoriker
- Eisold, Elias (* 2002), deutscher Schauspieler
- Eisold, Friedrich Wilhelm (1831–1886), deutscher Baumeister und Bauunternehmer, Ziegeleifabrikant
- Eisold, Gert (1908–1973), deutscher Baumeister
- Eisold, Gunnar (* 1965), deutscher Politiker (SPD), MdHB
- Eisold, Johannes (1878–1959), deutscher Baumeister und Bauunternehmer
- Eisold, Peter (* 1959), deutscher Schlagzeuger und Komponist des Fusion-Jazz
- Eisold, Rudolf (1895–1950), deutscher Baumeister und Bauunternehmer
- Eisold, Uta (* 1954), deutsche Schauspielerin und Regisseurin
- Eisold, Wilhelm (1861–1942), deutscher Baumeister und Bauunternehmer
- Eisoldt, Burkhard (* 1958), deutscher Politiker (CDU) und Staatssekretär

### Eisr
- Eisrich, Carl Traugott (1776–1835), deutsch-russischer Komponist und Dirigent

### Eiss
- Eiss, Chaim Yisroel (1876–1943), polnisch-jüdischer Kaufmann in Zürich
- Eissa, Ibrahim (* 1965), ägyptischer Journalist
- Eissa, Seif (* 1998), ägyptischer Taekwondoin
- Eisschill, Yanis (* 2005), österreichischer Fußballspieler
- Eißel, Dieter (* 1941), deutscher Politikwissenschaftler
- Eißen, Joscha (* 1995), deutscher Schauspieler
- Eissengarthen, Heinrich (1802–1859), deutscher Bierbrauer und Politiker
- Eissenhauer, Michael (* 1956), deutscher Kunsthistoriker
- Eißer, Georg (1898–1964), deutscher Jurist, Professor an der Universität Tübingen
- Eisser, Tracy (* 1989), US-amerikanische Ruderin
- Eißfeld, Waldemar (1908–1982), deutscher Beamter der Gestapo
- Eissfeldt, Christian Johannes Eduard (1829–1873), deutscher Kaufmann und Politiker, MdHB
- Eißfeldt, Dörte (* 1950), deutsche Künstlerin
- Eißfeldt, Kurd (1900–1945), deutscher Forstwissenschaftler und SS-Führer
- Eißfeldt, Otto (1887–1973), deutscher evangelischer Theologe und Politiker, MdV
- Eißing, Gerd (* 1957), deutscher Mathematiker
- Eißing, Mandy (* 1976), deutsche Politikerin (Die Linke)
- Eissl, Therese (* 1784), österreichische Malerin
- Eißler, Chris (* 1993), deutscher Rennrodler
- Eißler, Friedmann (* 1964), deutscher Pfarrer
- Eißler, Hans (1931–2005), deutscher Jurist
- Eissler, Hermann (1860–1953), Unternehmer und Kunstsammler
- Eißler, Jeremias († 1702), deutscher Goldschmied, Bildhauer, Wachsbossierer, Skulpteur und Medailleur
- Eißler, Konrad (1932–2024), deutscher evangelischer Theologe und langjähriger Pfarrer an der Stuttgarter Stiftskirche
- Eissler, Kurt (1908–1999), österreichisch-amerikanischer Psychoanalytiker
- Eißler, Ralf (* 1958), deutscher Politiker (PDS), MdL
- Eißler, Wolfgang (* 1971), deutscher Regisseur und Drehbuchautor
- Eißmann, Anke (* 1977), deutsche Illustratorin und Grafikdesignerin
- Eißmann, Lothar (1932–2019), deutscher Geologe
- Eißner, Christian Gottlob (1785–1875), deutscher evangelisch-lutherischer Pfarrer und Autor
- Eißner, Gerhard (1912–2004), deutscher Veterinärmediziner
- Eissner, Hubert (1897–1969), österreichischer Nationalsozialist und Kreisleiter von Voitsberg
- Eißner, Ulrich (* 1962), deutscher Hochschullehrer, Zeichner, Texter, Pianist, Theaterplastiker und akademischer Bildhauer
- Eißnert, Leonhard (1866–1949), hessischer Politiker (SPD) und Bürgermeister in Offenbach

### Eist
- Eistel, Bettina (* 1961), deutsche Dressurreiterin, Fernsehmoderatorin und Autorin
- Eisterer, Johann (1854–1931), österreichischer Bauer und Politiker (CS), Landtagsabgeordneter, Abgeordneter zum Nationalrat
- Eisterer, Klaus (* 1956), österreichischer Historiker
- Eisterer, Matthias (1849–1919), österreichischer katholischer Geistlicher, Journalist und Reiseschriftsteller
- Eisterlehner, Heidi (1949–2025), deutsche Tennisspielerin
- Eistert, Bernd (1902–1978), deutscher Chemiker
- Eistert, Ulrich (* 1935), deutscher Chorleiter, Chordirektor und Hochschullehrer

### Eisv
- Eisvogel, Alexander (* 1965), deutscher Jurist, Präsident der Bundesakademie für öffentliche Verwaltung
- Eisvogel, Gregor (1873–1950), deutscher Ordensgeistlicher und Abt des Stiftes Engelszell (1931–1950)

### Eisw
- Eiswaldt, Erich (1894–1974), deutscher Diplomat
- Eiswaldt, Rudolf (1859–1930), deutscher Diplomat und Generalkonsul

### Eisz
- Eiszepf, Lorenz († 1601), deutscher Bischof und Weihbischof in Eichstätt